# Exposition universelle de 1900
L’Exposition universelle de 1900 ou Exposition de Paris 1900 est la cinquième exposition universelle organisée à Paris après celles de 1855, 1867, 1878 et 1889. Elle a pour thème « Bilan d'un siècle ».
Annoncée le 13 juillet 1892, elle est inaugurée le 14 avril 1900 par le président Émile Loubet et ouvre au public le 15 avril. Elle se termine le 12 novembre, après 212 jours d'ouverture. Elle accueille 50,8 millions de visiteurs.
Manifestation emblématique de la Belle Époque et de l'Art nouveau, elle lègue à Paris plusieurs bâtiments dont le Petit Palais et le Grand Palais.
Par ailleurs, les concours internationaux d'exercices physiques et de sports organisés à Paris pendant l'exposition seront reconnus comme les IIe Jeux olympiques de l'ère moderne.

## Historique

### Origines
La première Exposition universelle de 1855 avait été encouragée par la volonté de rétablir la fierté et la foi dans la nation après une période de guerre. Les expositions qui ont suivi répondaient à une même préoccupation : la régénération de la nation après la guerre. Huit ans avant le lancement de l'Exposition de Paris 1900, la France annonce que celle-ci célébrera l'entrée dans un nouveau siècle. Les pays du monde entier sont invités par la France à mettre en valeur leurs réalisations et leurs modes de vie. L'Exposition universelle est donc une expérience d'unification et d'apprentissage. Elle présente la possibilité pour les étrangers de se rendre compte des similitudes entre les nations ainsi que des différences et particularités. Des cultures lointaines sont mises en valeur invitant à une meilleure compréhension globale des valeurs que chaque pays peut offrir.
Une annonce précoce de l'exposition de 1900 et une réponse massivement positive contrastent avec la Grande exposition industrielle de Berlin de 1896. Le soutien pour l'exposition est général et les pays participants se mettent immédiatement à planifier leur participation. Toutefois, en dépit de l'enthousiasme que suscita cette exposition, elle ne fut pas un succès financier : seuls les deux tiers des visiteurs prévus étaient présents, peut-être en partie à cause du coût d'accès.

### Nations et puissances participantes
Des nations du monde entier sont invités à présenter leurs réalisations et leurs cultures.
Sur les cinquante-six invités, quarante ont accepté, sans compter les colonies et protectorats français, néerlandais, britanniques et portugais.
| \| - Andorre - Autriche-Hongrie - Belgique - Condominium de Bosnie-Herzégovine - Principauté de Bulgarie - Dynastie Qing - Danemark - Équateur - Troisième République française - Empire allemand - Royaume-uni - Royaume de Grèce - Guatemala - Autriche-Hongrie \| - Royaume d'Italie - Empire du Japon - Empire coréen - Liberia - Grand-Duché de Luxembourg - Porfiriat (Mexique) - Monaco - Maroc - Pays-Bas - Nicaragua - Suède-Norvège - État libre d'Orange - Empire kadjar - Pérou \| - Royaume du Portugal - Royaume de Roumanie - Empire russe - El Salvador - San Marino - Royaume de Serbie - Royaume de Rattanakosin - République sud-africaine (Transvaal) - Espagne - Suisse - Empire ottoman - États-unis \| | | |
| - Andorre - Autriche-Hongrie - Belgique - Condominium de Bosnie-Herzégovine - Principauté de Bulgarie - Dynastie Qing - Danemark - Équateur - Troisième République française - Empire allemand - Royaume-uni - Royaume de Grèce - Guatemala - Autriche-Hongrie | - Royaume d'Italie - Empire du Japon - Empire coréen - Liberia - Grand-Duché de Luxembourg - Porfiriat (Mexique) - Monaco - Maroc - Pays-Bas - Nicaragua - Suède-Norvège - État libre d'Orange - Empire kadjar - Pérou | - Royaume du Portugal - Royaume de Roumanie - Empire russe - El Salvador - San Marino - Royaume de Serbie - Royaume de Rattanakosin - République sud-africaine (Transvaal) - Espagne - Suisse - Empire ottoman - États-unis |

## Sites

Affiche de l'Exposition, avec les leaders mondiaux

L'exposition occupe plusieurs sites totalisant un espace de 112 ha, auquel s'ajoutent les 104 ha du bois de Vincennes. Elle se tient principalement sur le Champ-de-Mars, l'esplanade des Invalides et les jardins du Trocadéro situés sur le versant sud-est de la colline de Chaillot, mais également le long des deux rives de la Seine entre le nouveau pont Alexandre-III et le pont d'Iéna, englobant sur la rive droite le cours la Reine depuis son extrémité orientale, face à la place de la Concorde et la nouvelle avenue Nicolas-II (avenue Winston-Churchill depuis 1966), tracée en vue de l'exposition.

## Réalisations

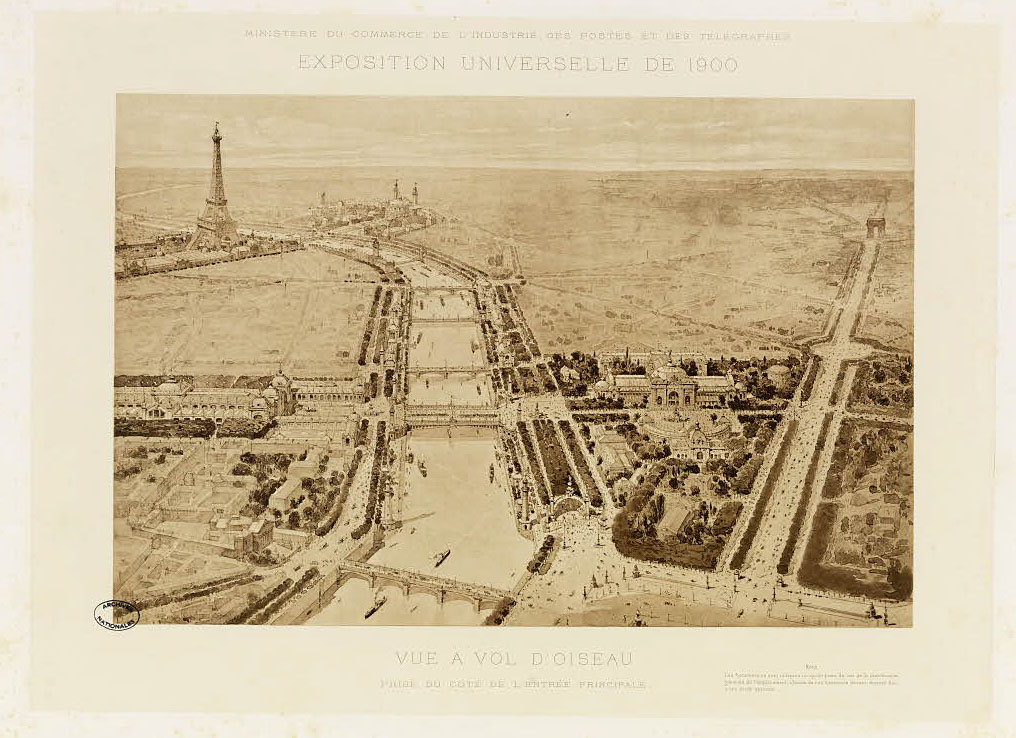
Exposition universelle de Paris de 1900. Vue à vol d’oiseau prise du côté de l’entrée principale Archives nationales - CP/F/12/4445/A Pièce 7.

### Description

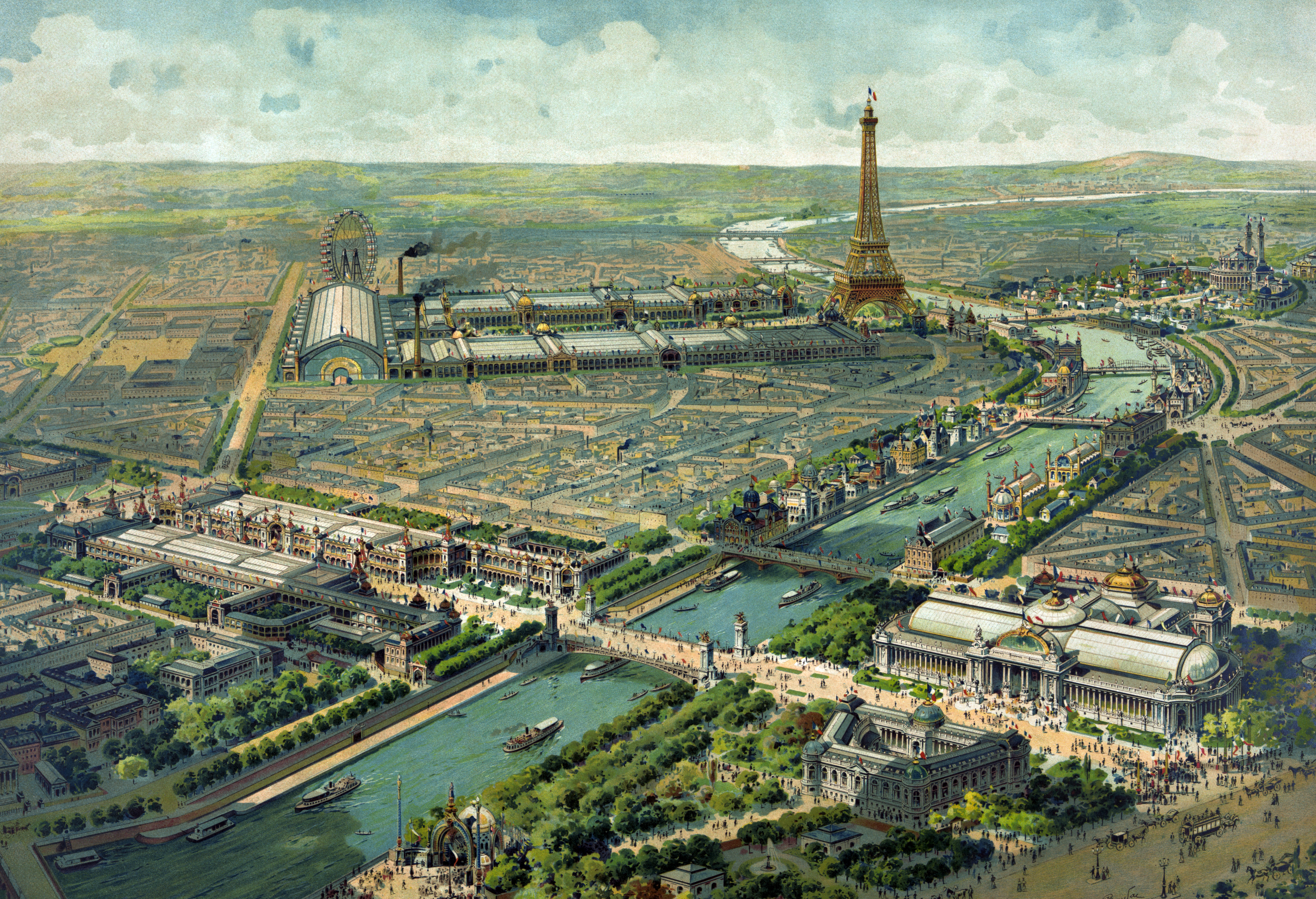
Vue panoramique de l'Exposition universelle de 1900.

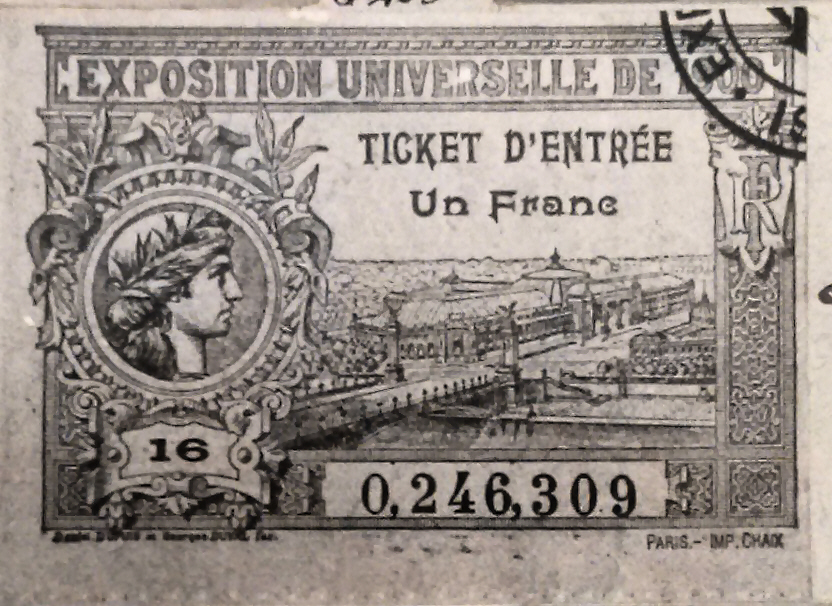
Ticket d'entrée à l'Exposition universelle de 1900, Paris. Le prix de l'entrée est de 1 franc entre et. 48.3 millions de visiteurs paient cette entrée.

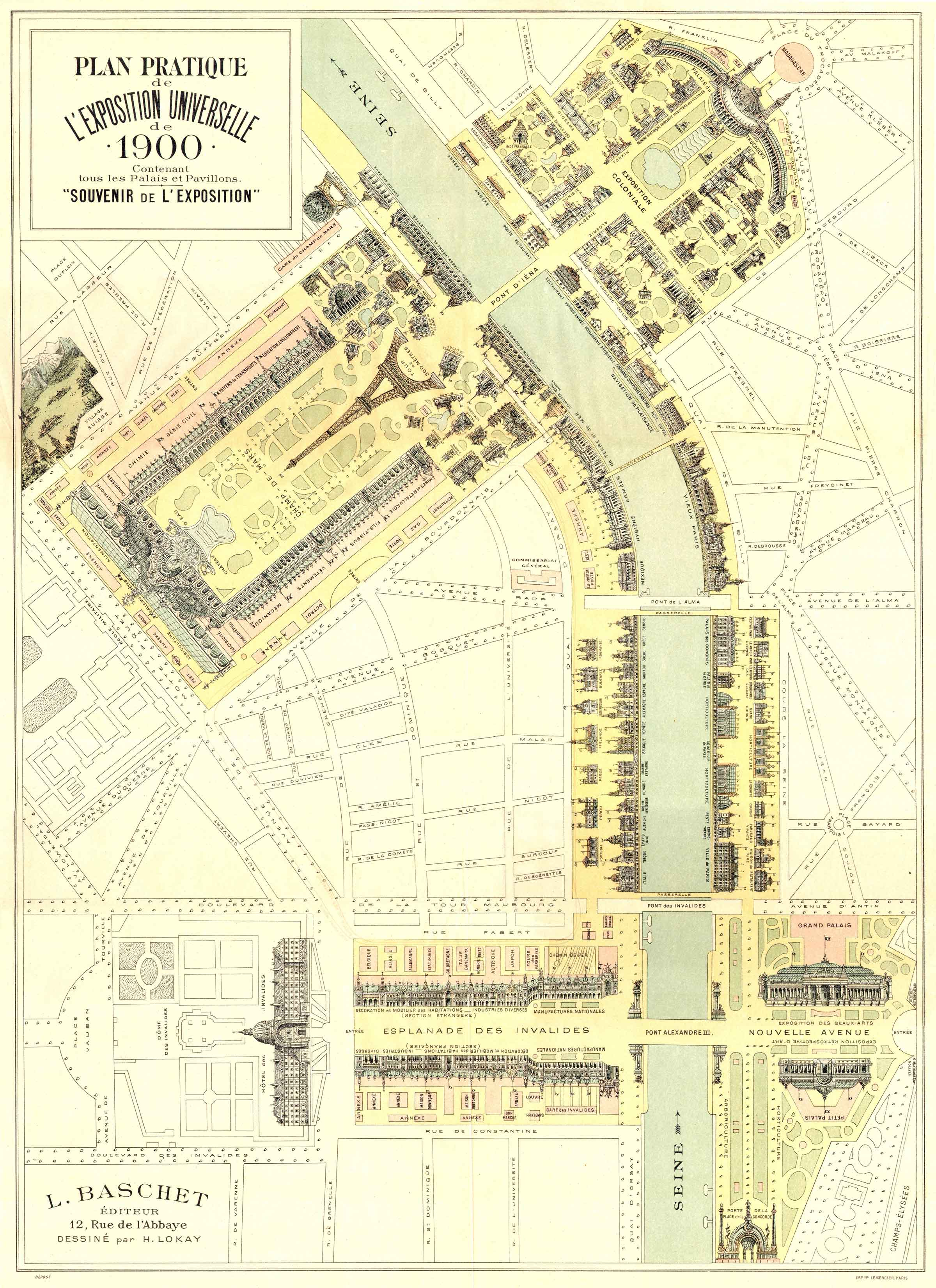
Plan pratique.

Au total 40 pays participent à l'exposition, avec 83 047 exposants dont 38 253 français.
Cette Exposition était dix fois plus étendue que celle de 1855 et 136 entrées sont prévues pour y accéder. La plus importante de celles-ci est la porte Monumentale dessinée par René Binet, surmontée d'une statue de 6,5 mètres de hauteur réalisée par Paul Moreau-Vauthier et représentant la « Parisienne »,.
Malgré les scandales financiers et les grèves, cette exposition est considérée comme un succès. Durant 212 jours, 51 millions de visiteurs participent au succès de la manifestation alors que la France ne compte à l'époque que 41 millions d'habitants. 102 millions de voyageurs sont enregistrés dans les gares parisiennes. Pour les accueillir, les gares de Lyon, de l'Est et de Montparnasse sont réaménagées; l'ancienne gare du Champ-de-Mars est remplacée du côté des Invalides, et la nouvelle gare d'Orsay est ouverte. Un parking à vélos de 750 m2 est construit aux Champs-Élysées, et un autre de 250 m2 au quai d'Orsay.

### Attractions et innovations notables
On pouvait se déplacer dans l'exposition en empruntant un trottoir roulant à deux vitesses (4,2 km/h ou 8,5 km/h) situé sur un viaduc à 7 mètres du sol, composé de plates-formes mobiles de 3 km de longueur formant une boucle. Cet ancêtre de l'escalier mécanique était une nouveauté.
Plusieurs attractions populaires attirent les foules, notamment une grande roue, comme celle de l'exposition de 1893 à Chicago, mesurant 70 m de haut, le cinéma des frères Lumière qui projette sur un écran géant de 21 m sur 16. Des films courts (notamment des extraits d'opéra et de ballet) sont montrés au public avec projection de l'image et son enregistré, pour la première fois. L'Exposition a également présenté de nombreux tableaux et les progrès techniques de panorama, comme le Cinéorama, le Maréorama et le Panorama Transsibérien (en).
La grande lunette de l'exposition universelle de Paris 1900, pièce maîtresse du palais de l'Optique était une grande lunette astronomique de 125 cm de diamètre, qui était la plus grande lunette astronomique à l'époque. Le tube optique était long de 60 m, présentait un diamètre de 1,5 m et était fixé sur place en raison de sa masse. Il nécessitait un sidérostat pour compenser la rotation de la Terre. Le sidérostat est conservé à l'Observatoire de Paris,
Rudolf Diesel expose[Où ?] son moteur Diesel, fonctionnant à l'huile d'arachide.
L'exposition coïncide avec l'ouverture de la première ligne du métro de Paris, allant de la porte de Vincennes à la porte Maillot, inaugurée le 19 juillet 1900 afin de desservir les épreuves des Jeux olympiques d'été au bois de Vincennes. Les entrées de stations sont dessinées par Hector Guimard, dans le style Art nouveau.

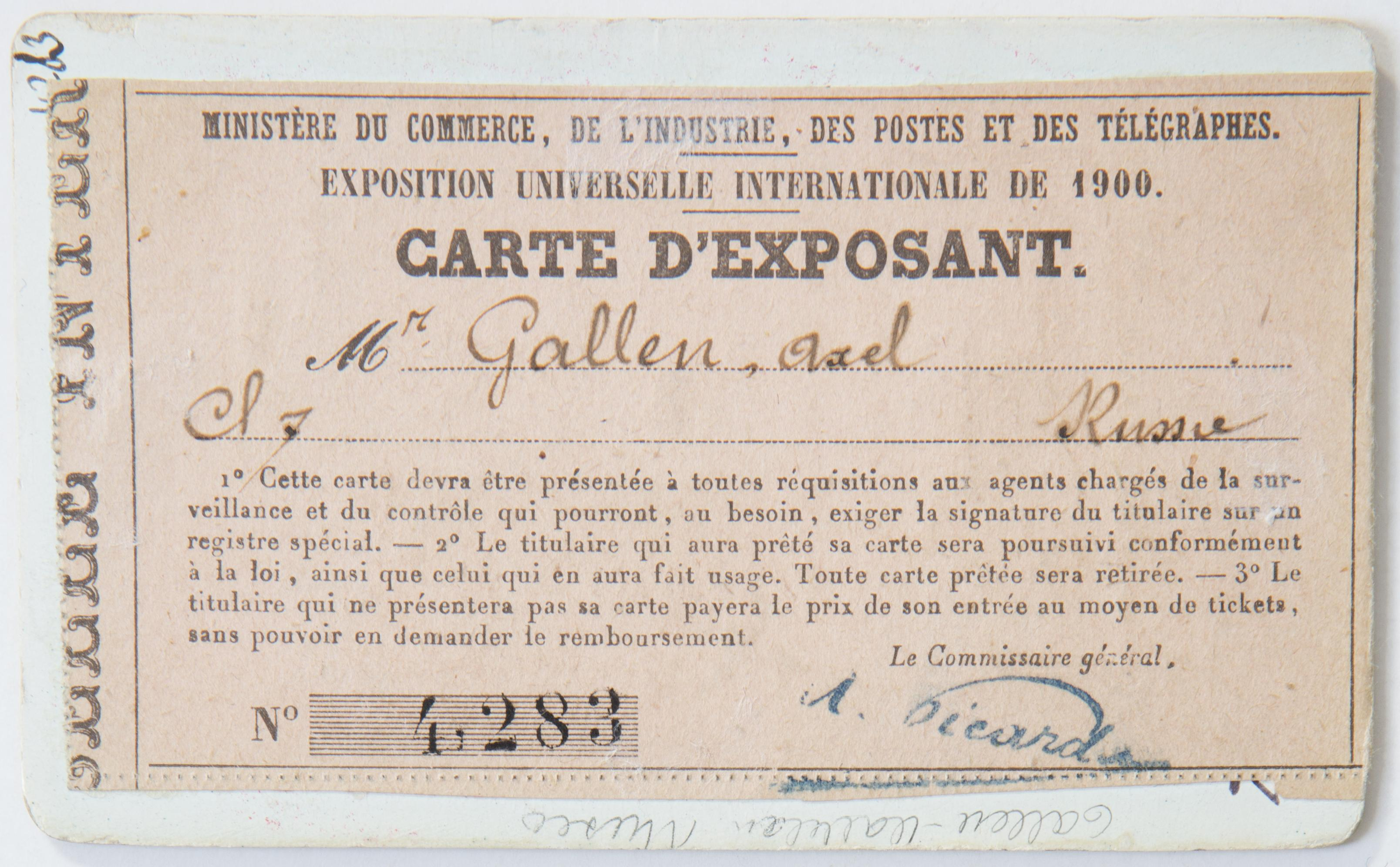
Carte d'exposant d'Akseli Gallen-Kallela.

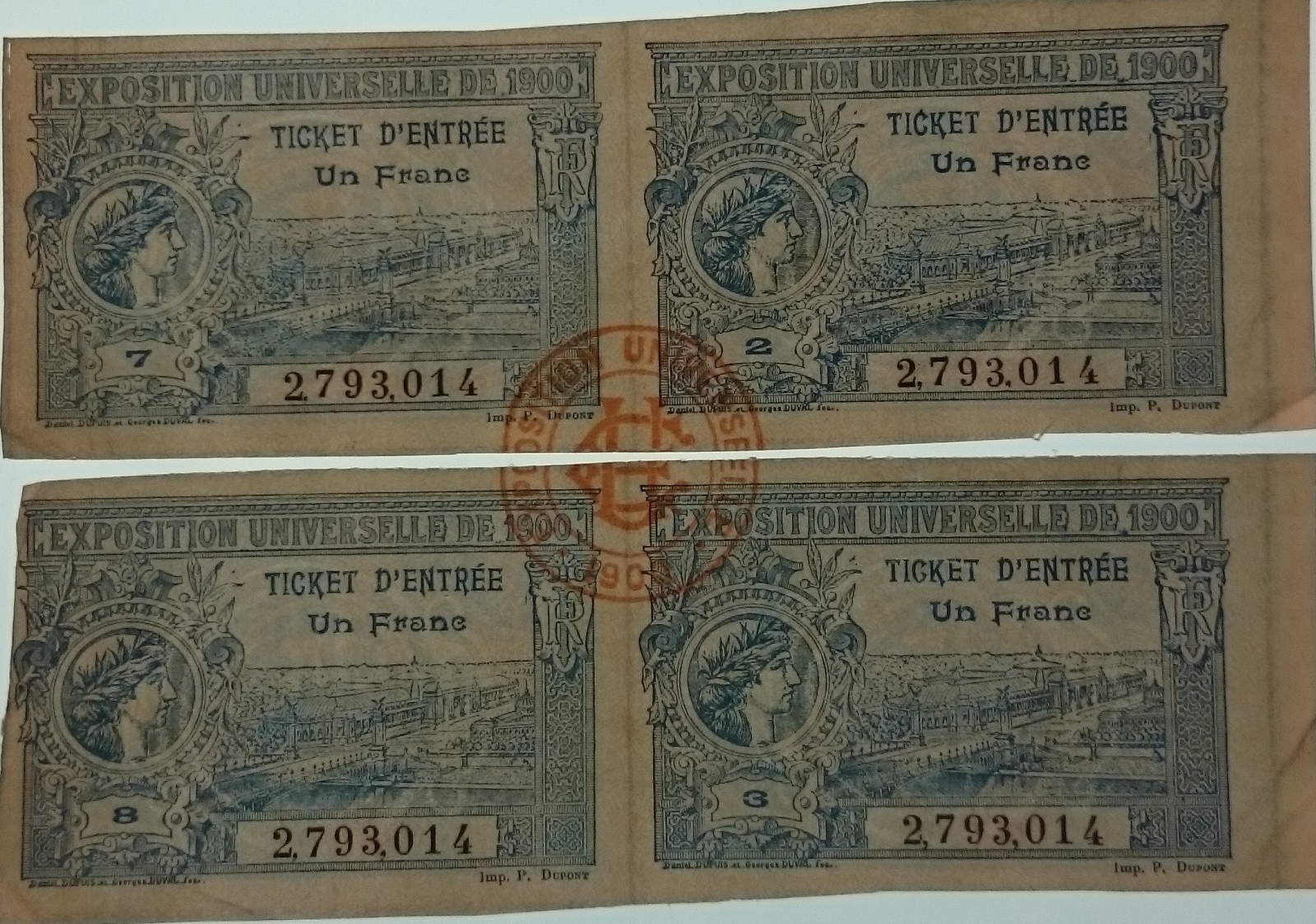
Billet d'entrée.

L'Exposition universelle comprenait aussi une « Exposition nègre » (Exposition des Noirs d'Amérique), au cours de laquelle les photographies de Frances Benjamin Johnston, une amie de Booker T. Washington, de ses étudiants noirs de l'Institut Hampton ont été présentées. En partie organisée par Booker Washington et W. E. B. Du Bois, cette exposition visait à montrer les contributions positives des Afro-Américains à la société américaine. En outre, à un moment où les lynchages aux États-Unis atteignaient un pic, un diaporama de zoo humain était également présent à l'exposition, intitulée « Vivre à Madagascar »[réf. nécessaire].
En aval du pont de l'Alma est installée une reconstitution du « Vieux Paris » (photo plus bas), conçue par l'illustrateur et auteur Albert Robida.
Autre attraction amarrée près du palais des Armées de terre et de mer, le morutier Deux Empereur sert de lieu d'exposition pour la colonie de Saint-Pierre-et-Miquelon. Georges Beust, un armateur granvillais et directeur de la sècherie de Saint-Pierre-et-Miquelon, décide d'utiliser cet ancien navire pour mettre en avant ses activités commerciales. Le bateau fut restauré afin de lui donner une nouvelle allure et permettre l'accueil du public. À l'intérieur sont présentés des instruments de pêche et des vêtements de marin, ainsi que de petits documentaires muets, commandés par Georges Brast à bord de ses voiliers au large de Granville. Des visites guidées sont organisées par les marins eux-mêmes, qui narrent leurs conditions de vie en mer. Après l'Exposition, le navire est remorqué à Suresnes, où il sert de ponton et de lieu de plaisance.
Le temps donné pour la réalisation fut court. C'est pourquoi les 43 pays exposants firent construire leur pavillon par du personnel à faible coût et un matériau de construction temporaire inventé à Paris en 1876, qui se composait de fibre de jute, de plâtre de Paris et de ciment, mais ils les décorèrent magistralement pour les rendre attrayants et faire illusion sur les visiteurs. Souvent, les bâtiments temporaires ont été construits sur un cadre de bois et recouverts de colonnes, statues, murs, escaliers, etc. Une fois l'exposition terminée, les bâtiments ont été démolis et les objets et matériaux qui pouvaient être récupérés et vendus ont été recyclés.

### Pavillons des nations étrangères
Les pavillons des nations ou des puissances étrangères, conçus, financés et construits par les pays invités étaient alignés de part et d'autre de la rue des Nations, aménagée sur la partie du quai d'Orsay qui s'étend du pont des Invalides à l'est au pont de l'Alma à l'ouest. Seul le pavillon du Mexique, situé au-delà du pont de l'Alma, débordait de ce cadre. Les pavillons les plus importants, par leur taille, étaient orientés vers la Seine, de sorte que leurs façades se miraient dans le fleuve.
Trop grand, le pavillon de la Russie, surnommé le « Kremlin du Trocadéro », est installé dans les jardins homonymes.
Le pavillon de la monarchie britannique, un des plus grands de l'exposition, était composé d'un manoir de style élisabéthain, décoré de photographies et de meubles, construit par sir Edwin Lutyens. Le pavillon était destiné à fournir au commissaire un château sur le site de l'exposition. Le public le trouva moins grand que prévu par rapport aux attentes et il fut donc considéré comme gênant.
Le pavillon de l'Allemagne (Deutsches Haus) avait une emprise au sol de 700 m2 et une hauteur de 37 m jusqu'au faîtage. Il était flanqué d'une tour qui s'élevait à 75 m au-dessus du quai de la Seine. Construit dans le style néo-Renaissance d'après les plans de Johannes Radke, nommé architecte du Reichskommissariat, l'édifice à l'allure d'hôtel de ville germanique était articulé autour d'une cage d'escalier de 16 m de haut. Il abritait, outre la collection d'œuvres d'art de Frédéric II de Prusse exposée dans un cadre baroque, une présentation de photographies, de livres et d'art graphique ainsi que de viticulture. Le thème de la vigne était repris au restaurant, très apprécié, aménagé au sous-sol. Sa salle du Raisin (Traubensaal) conçue dans le style Art nouveau par l'architecte Bruno Möhring a été récupérée après l'exposition et se trouve aujourd'hui dans le musée privé du producteur de vin mousseux Kupferberg à Mayence.
L'architecte Alexandre Marcel réalise les pavillons du Cambodge, de l’Espagne et de la Compagnie des messageries maritimes (le « Panorama du Tour du Monde »).

### Palais de l'Électricité
Situé sur le Champ-de-Mars, en face de la tour Eiffel, le palais de l'Électricité était le clou du spectacle de l'exposition. Le bâtiment avait été conçu par Eugène Hénard comme un temple de fer et de verre. L’Annuaire de l'Exposition de 1900 explique : « Que le palais de l'Électricité vienne, pour une cause ou pour une autre, à s'arrêter et, toute l'Exposition s'arrête avec lui [...]. Dans le palais de l'Électricité se fabrique, en effet, toute l'énergie nécessaire à l'éclairage et à la marche des organes divers de l'Exposition ». Devant la façade, entièrement illuminée la nuit, se dresse un château d'eau sous forme de fontaine qui comporte une statue de 6 mètres, le Génie de l'électricité. Le tout sert à impressionner et montrer toutes les possibilités de l'électricité, contrôlée depuis une vingtaine d'années par l'humain en 1900.

### Fréquentation
Les expositions universelles ont débuté en 1851 à Londres avec 6 millions de visiteurs. Lors des expositions qui se sont tenues à Paris, la fréquentation n'a cessé de se développer, montrant l'engouement du public pour ce type de manifestation :
- Exposition universelle de 1855 : 5,1 millions ;
- Exposition universelle de 1867 : 11 millions ;
- Exposition universelle de 1878 : 16 millions ;
- Exposition universelle de 1889 : 32,3 millions ;
- Exposition universelle de 1900 : 50,8 millions[4].

### Financement

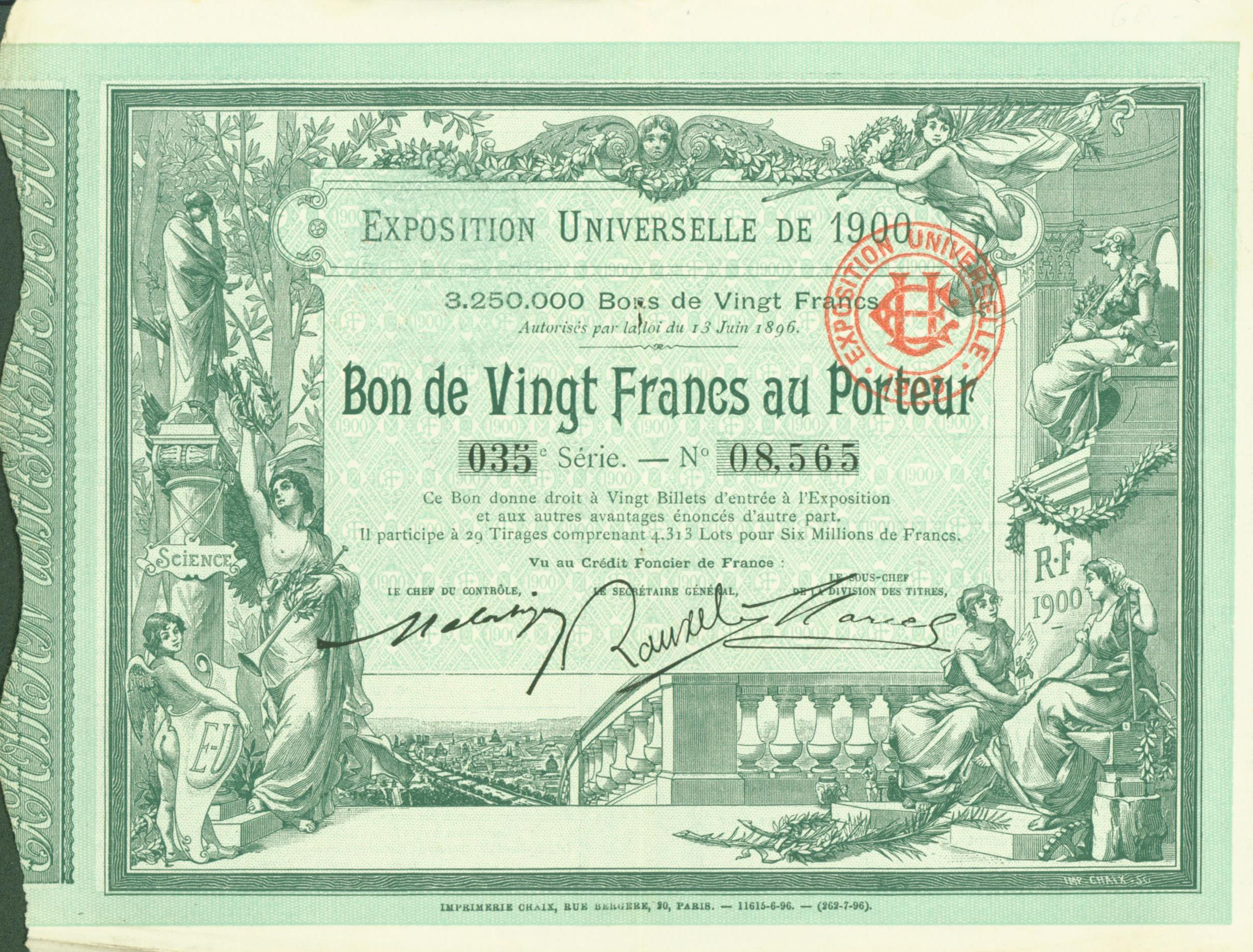
Bon pour l'Exposition universelle de 1900.

L'exposition est si chère à organiser que le coût par visiteur a fini par être d'environ 600 francs de plus que le prix d'admission. L'exposition aurait perdu un total de 82 000 francs après six mois de fonctionnement. Beaucoup de Parisiens qui avaient investi de l'argent dans des actions vendues pour amasser des fonds pour l'événement ont perdu leur investissement. Continuer à payer un loyer pour les sites est devenu de plus en plus difficile pour les concessionnaires car ils recevaient moins de clients que prévu. Les concessionnaires se sont mis en grève, ce qui a finalement abouti à la fermeture d'une grande partie de l'exposition. Pour résoudre la question, les concessionnaires ont reçu un remboursement fractionné du loyer qu'ils avaient payé. Les conséquences financières de l'Exposition universelle de 1900 ont été dévastatrices pour de nombreux Parisiens et ont conduit à la décision de mettre fin à la série de foires internationales avec la perte de celle-ci.

### Accidents mortels
Le 29 avril, la passerelle qui relie le Globe céleste à l'exposition s'écroule en provoquant huit morts et dix blessés.
Le 18 août 1900, après la remise des récompenses et la fête nautique voyant défiler des bateaux remarquables sur la Seine, se produit l'accident de la passerelle dite « des Invalides ». Cette passerelle en béton est située sur la rive gauche du fleuve. Elle franchit le pont des Invalides en face du boulevard de la Tour-Maubourg, et relie la rue des Nations à l'enceinte des Invalides. À la suite d'un mouvement de foule provoqué par un mauvais plaisantin anonyme qui aurait crié : « Ça craque ! », la passerelle cède effectivement et tombe d'une hauteur d'environ trois mètres. On dénombre entre une trentaine et une cinquantaine de blessés, ainsi que quatre morts : Auguste Lécaillet, 67 ans, ajusteur domicilié à Lille ; Edmond Brassard, 30 ans, maître d'armes ; Mme Didier, 32 ans ; Mme Reignagne, bijoutière, les trois derniers domiciliés à Paris,,,,,,,,,.
Se rendent sur place peu après le drame le ministre du Commerce Alexandre Millerand, le ministre de la Guerre Louis André, le commissaire général de l'exposition Alfred Picard, le général Émile Oscar Dubois, Paul Loubet, fils du président de la République Émile Loubet et le préfet Louis Lépine,. L'enquête n'a rien donné et les concepteurs de la passerelle n'ont pas été inquiétés,.

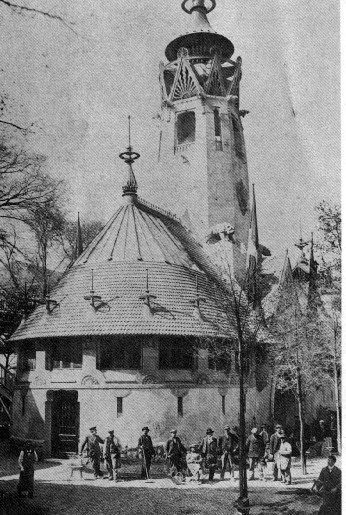
Pavillon de la Finlande, par Eliel Saarinen.
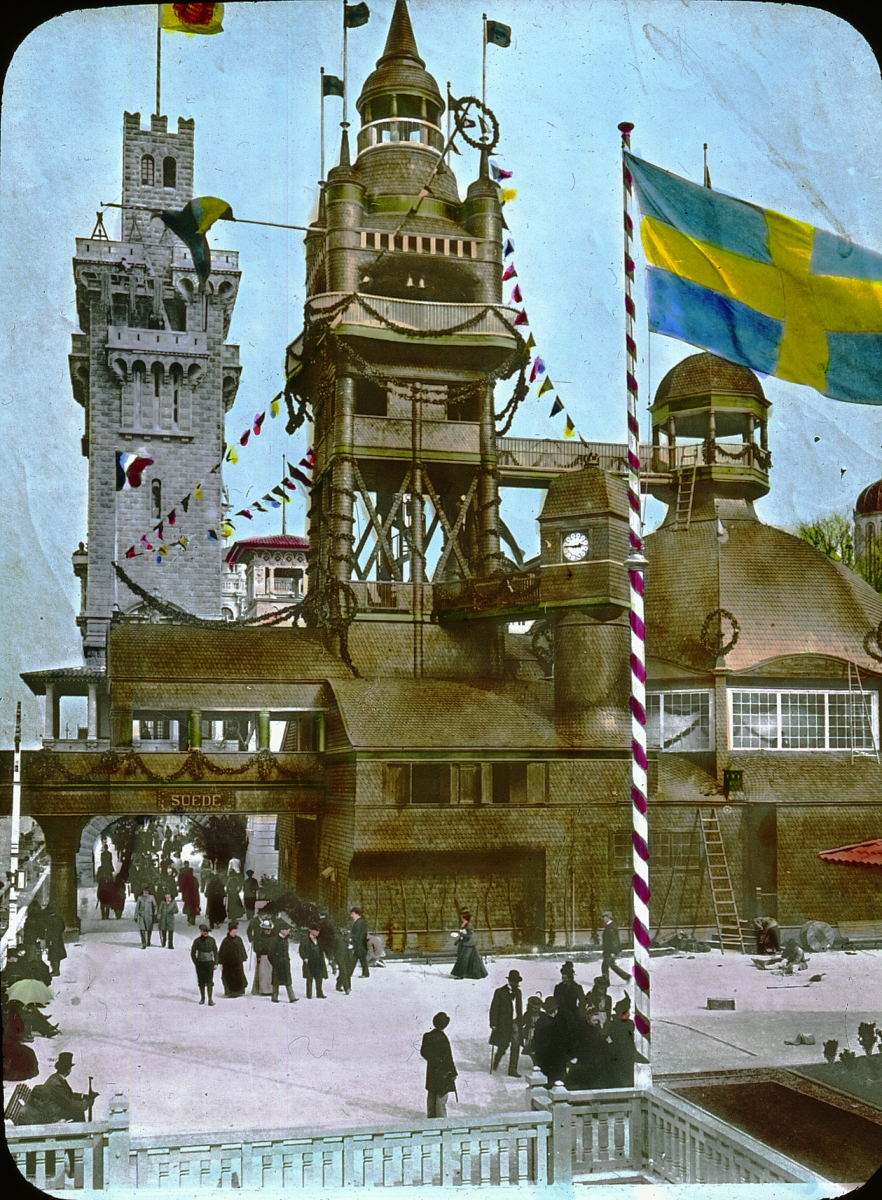
Pavillon de la Suède, par Ferdinand Boberg.
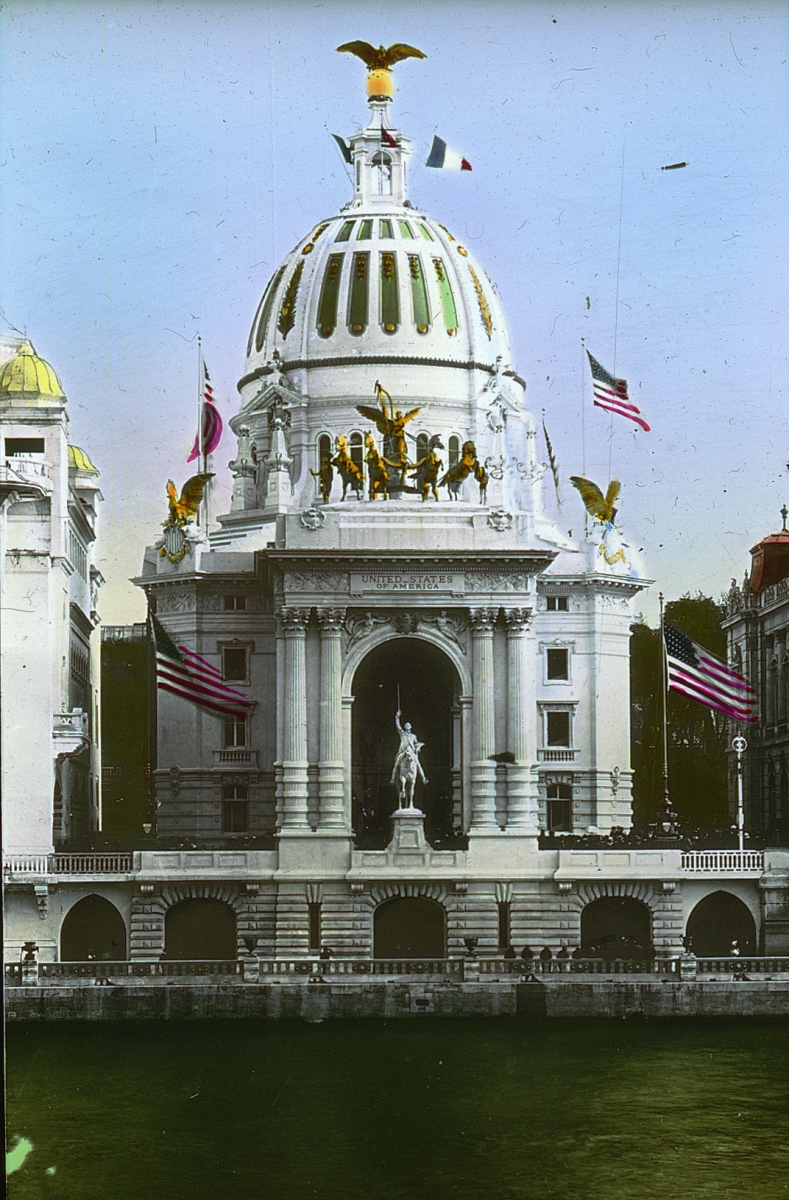
Pavillon des États-Unis.
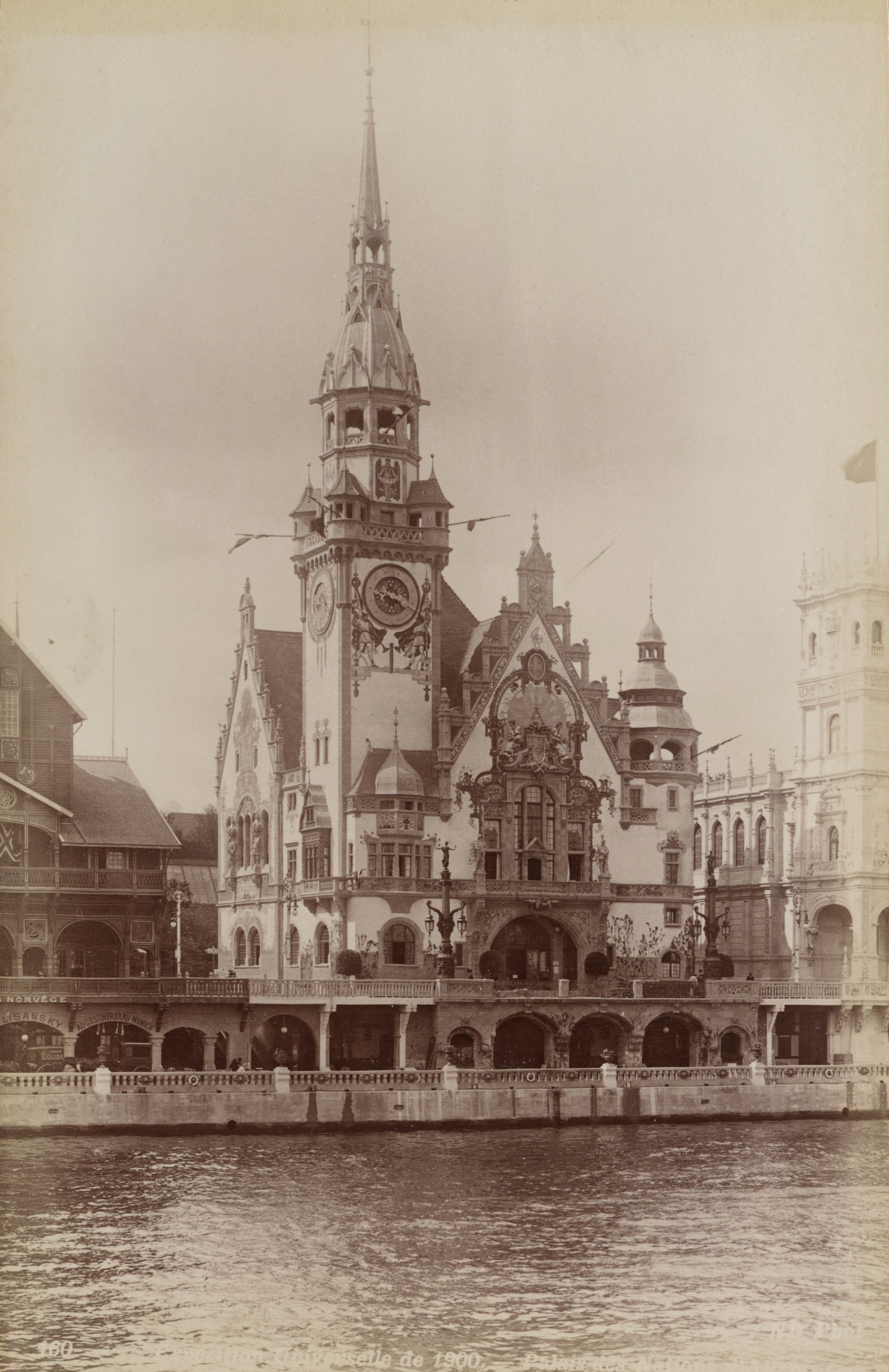
Pavillon de l'Allemagne.
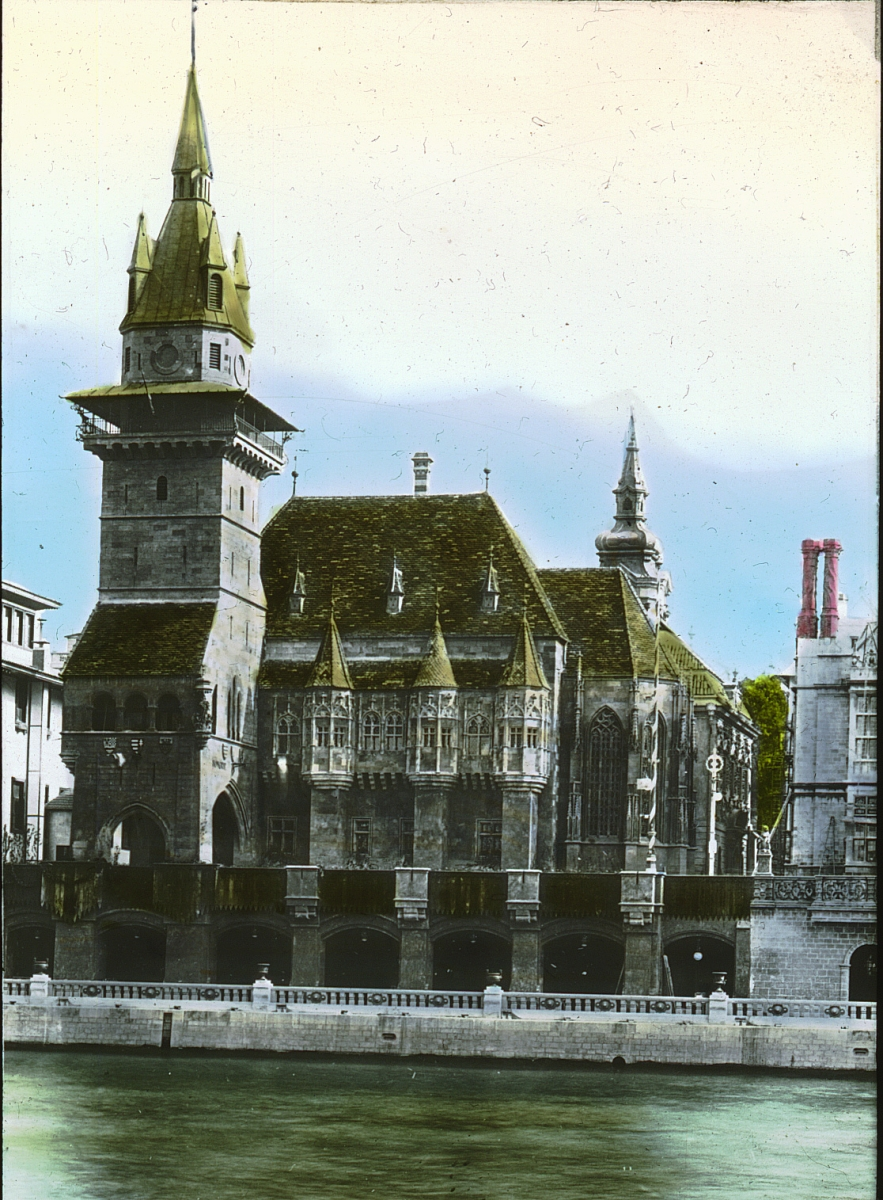
Pavillon de la Hongrie.
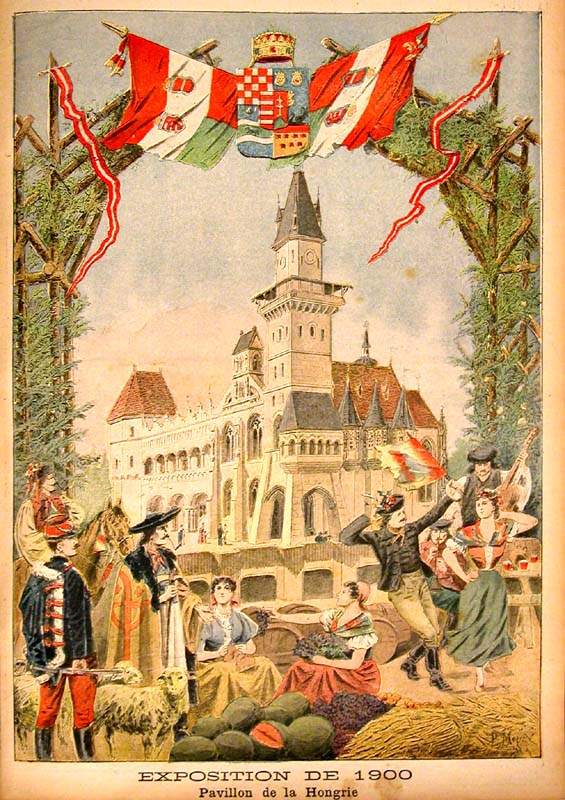
Pavillon de la Hongrie. La façade est inspirée du Palais Rákóczi.
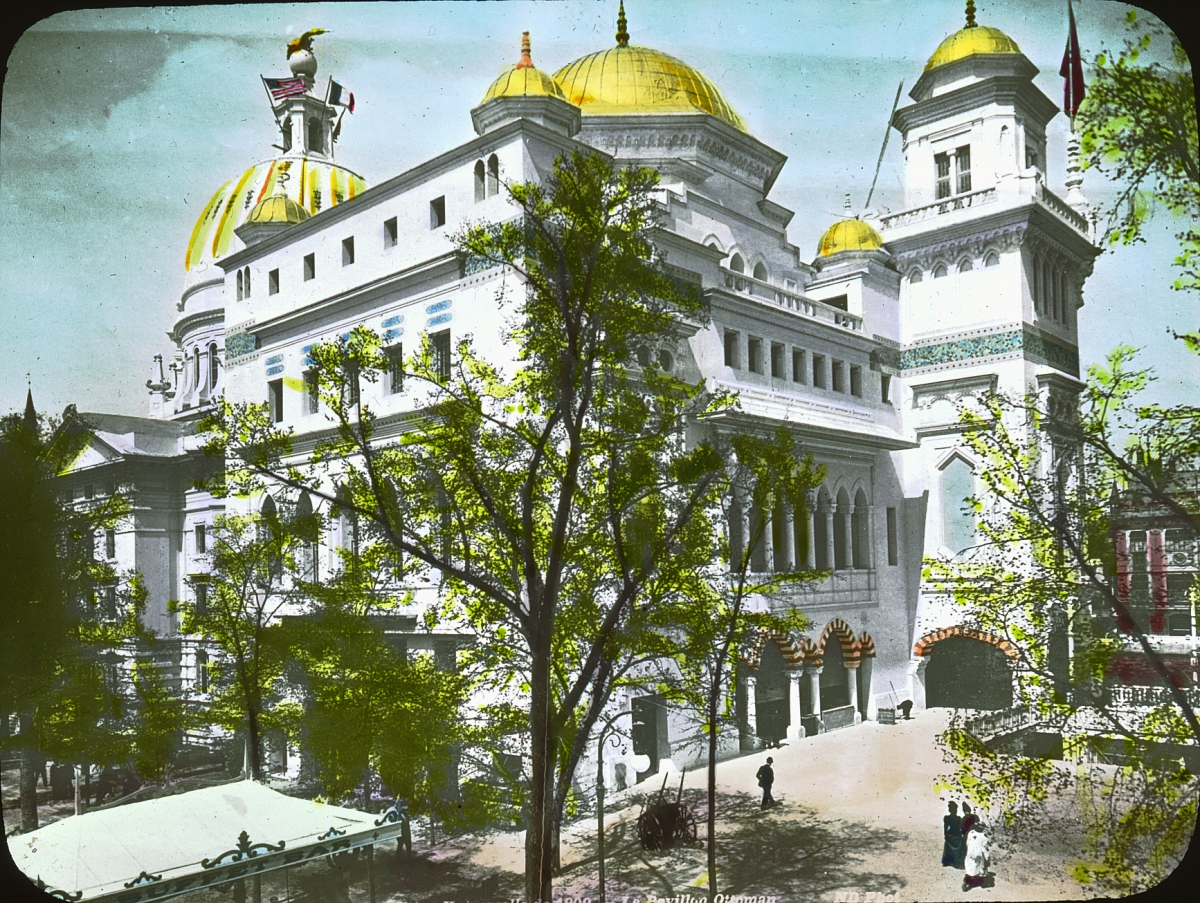
Pavillon de l'Empire ottoman.
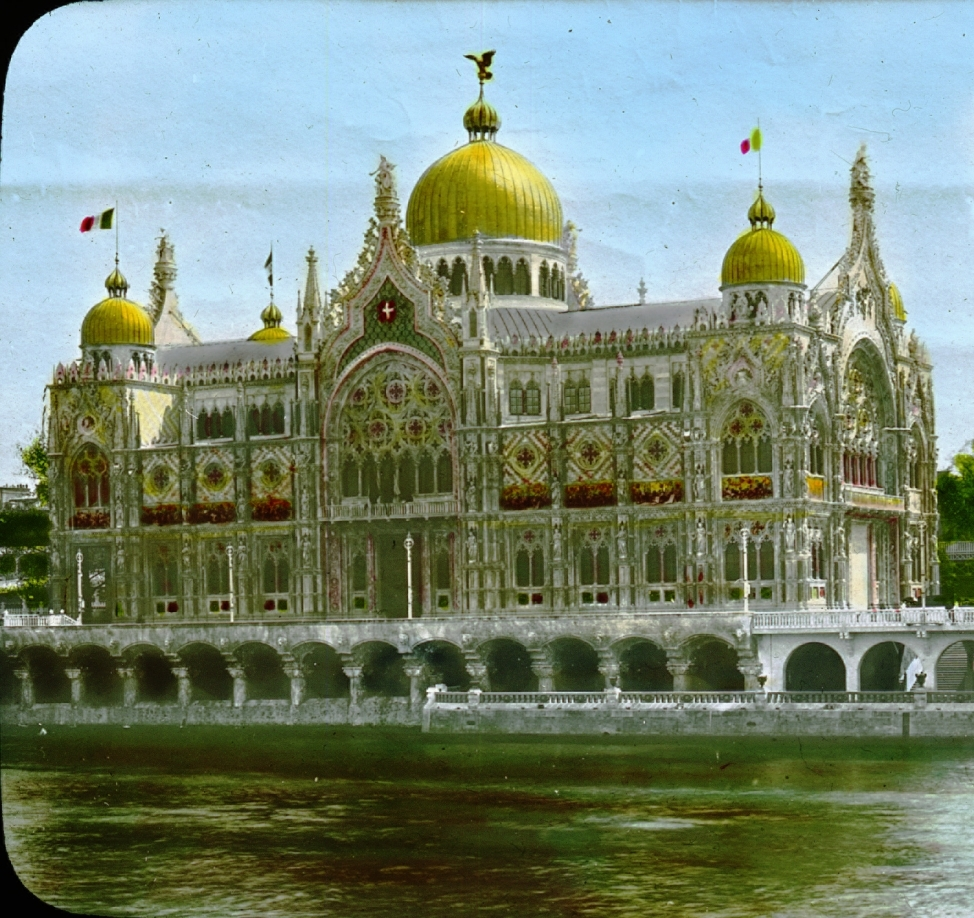
Pavillon de l'Italie.
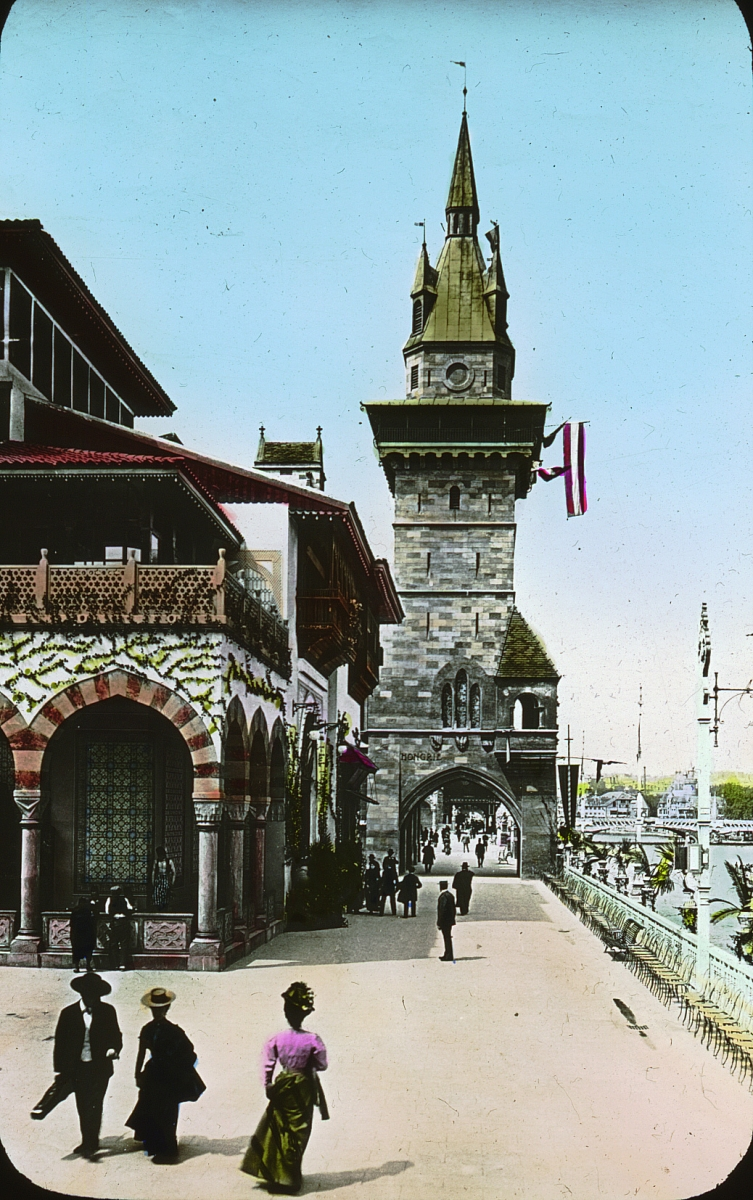
Pavillon de la Bosnie-Herzégovine.
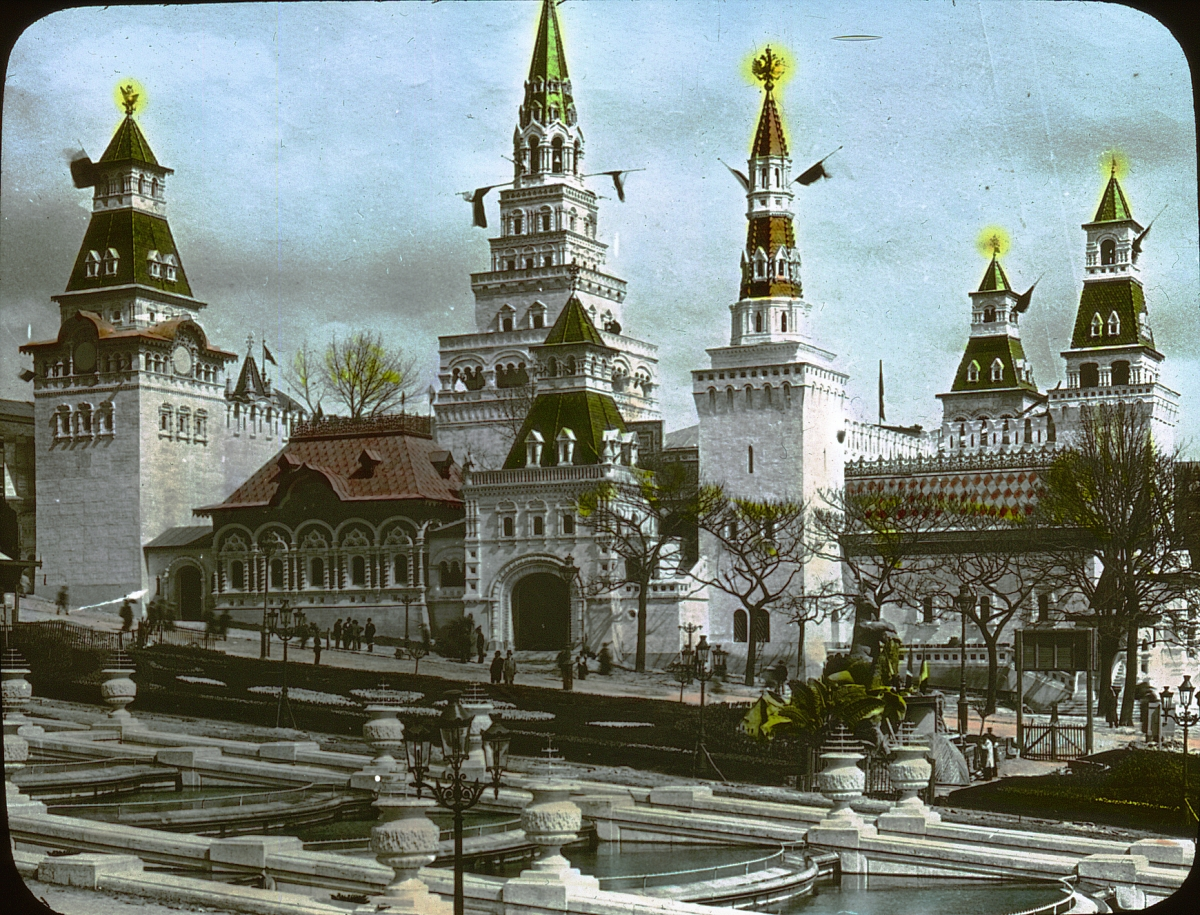
Pavillon de la Russie.
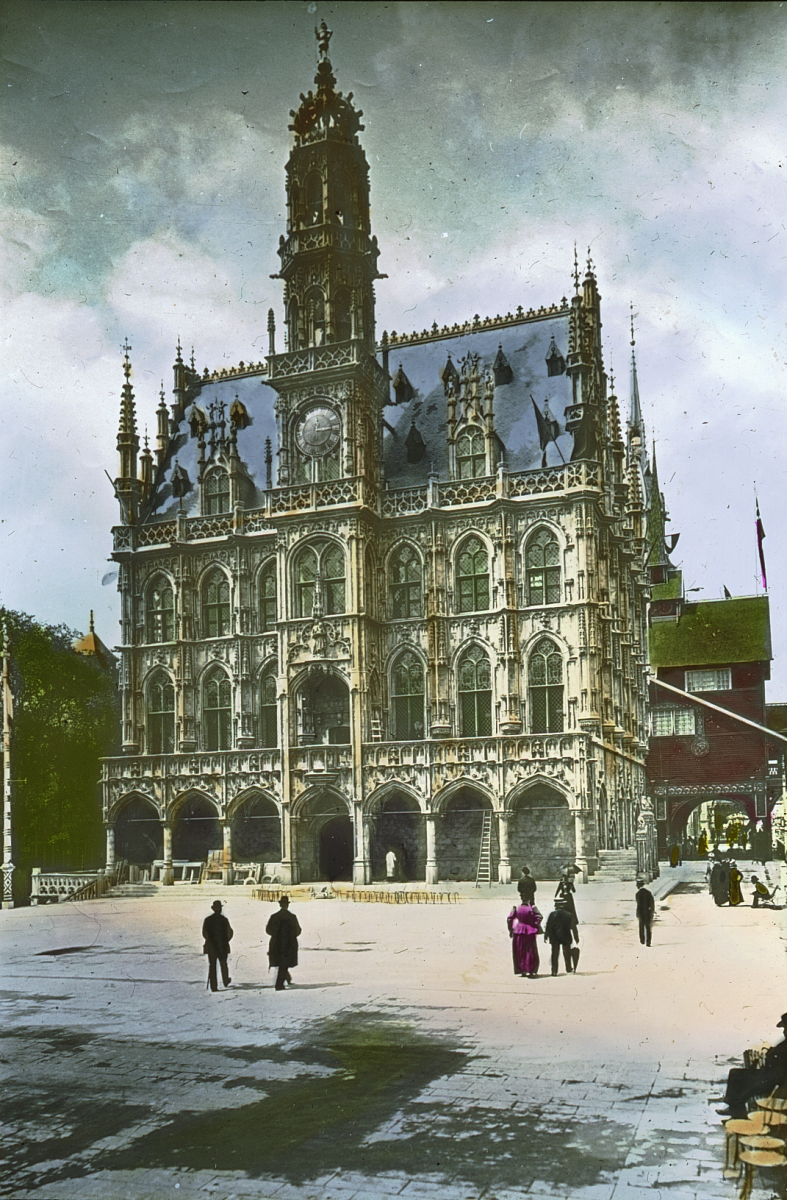
Pavillon de la Belgique.
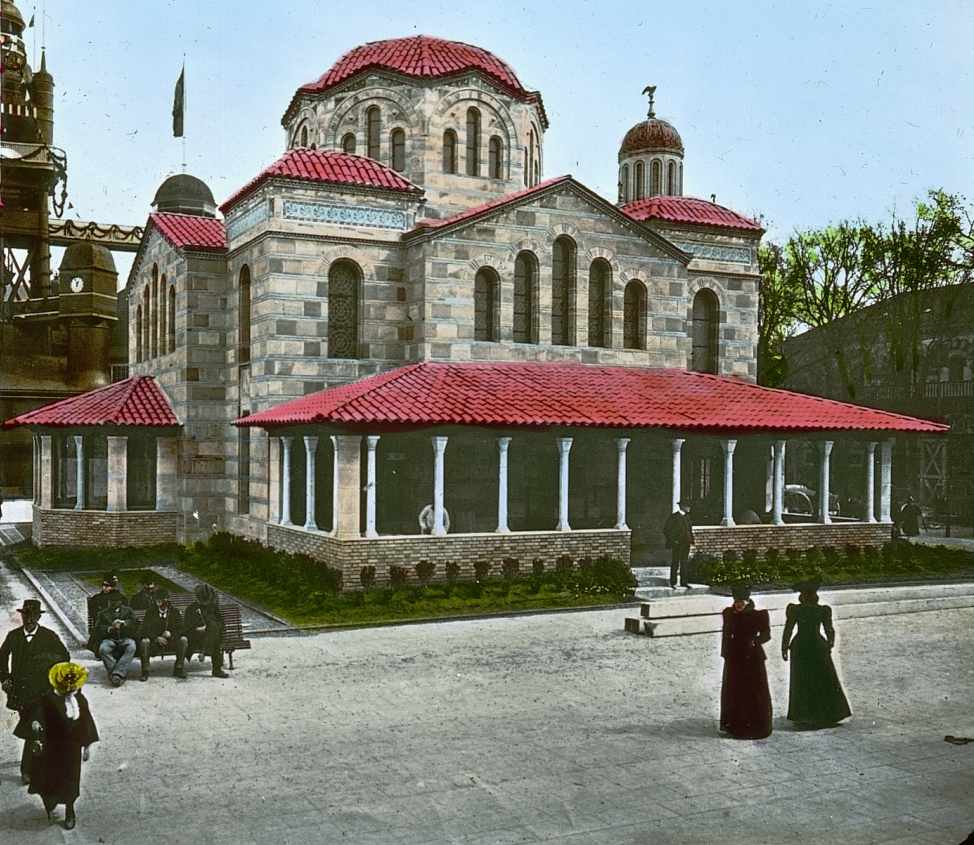
Pavillon de la Grèce.
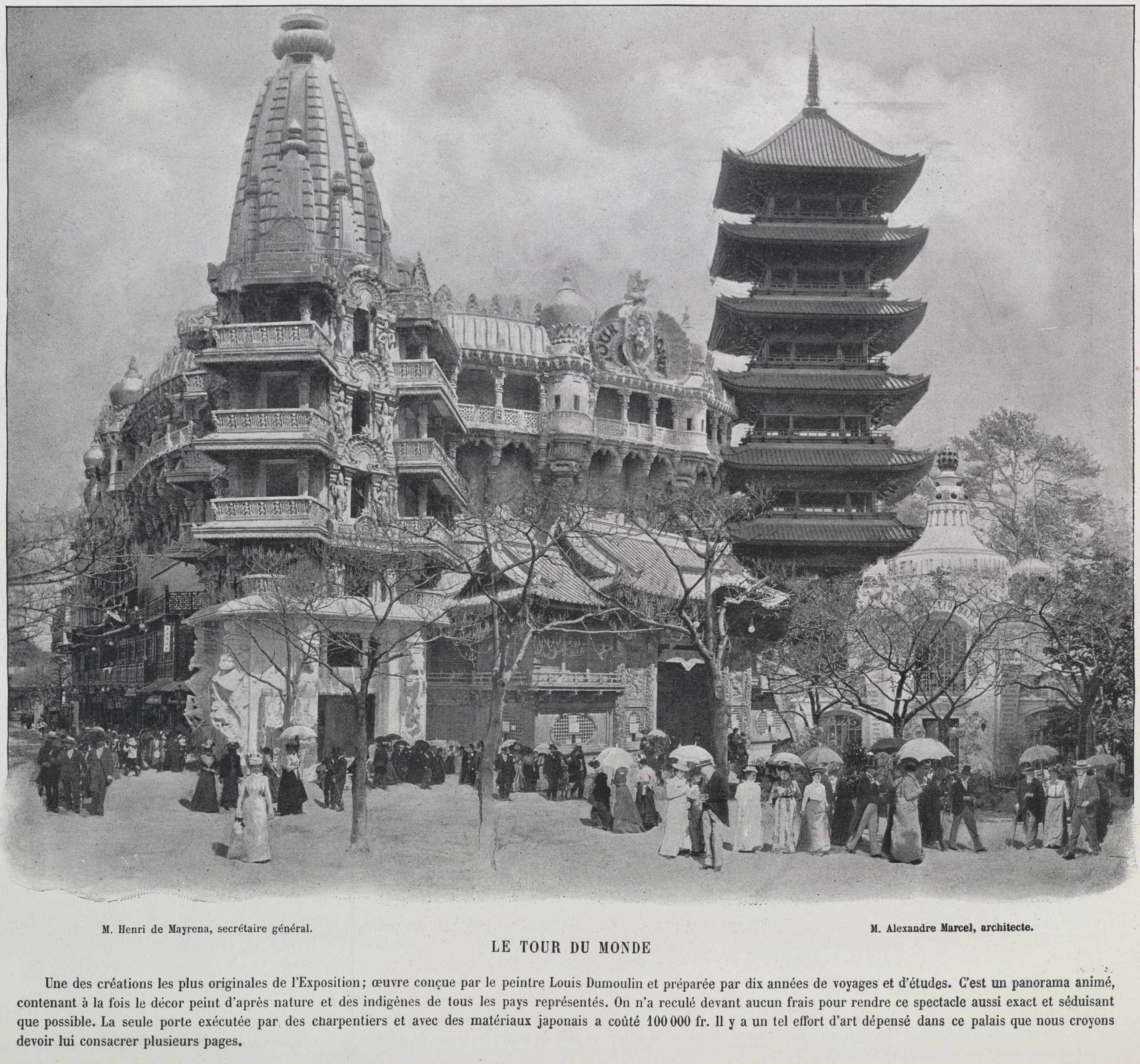
« Panorama du Tour du Monde ».

## Héritages et vestiges
- De nouveaux transports :

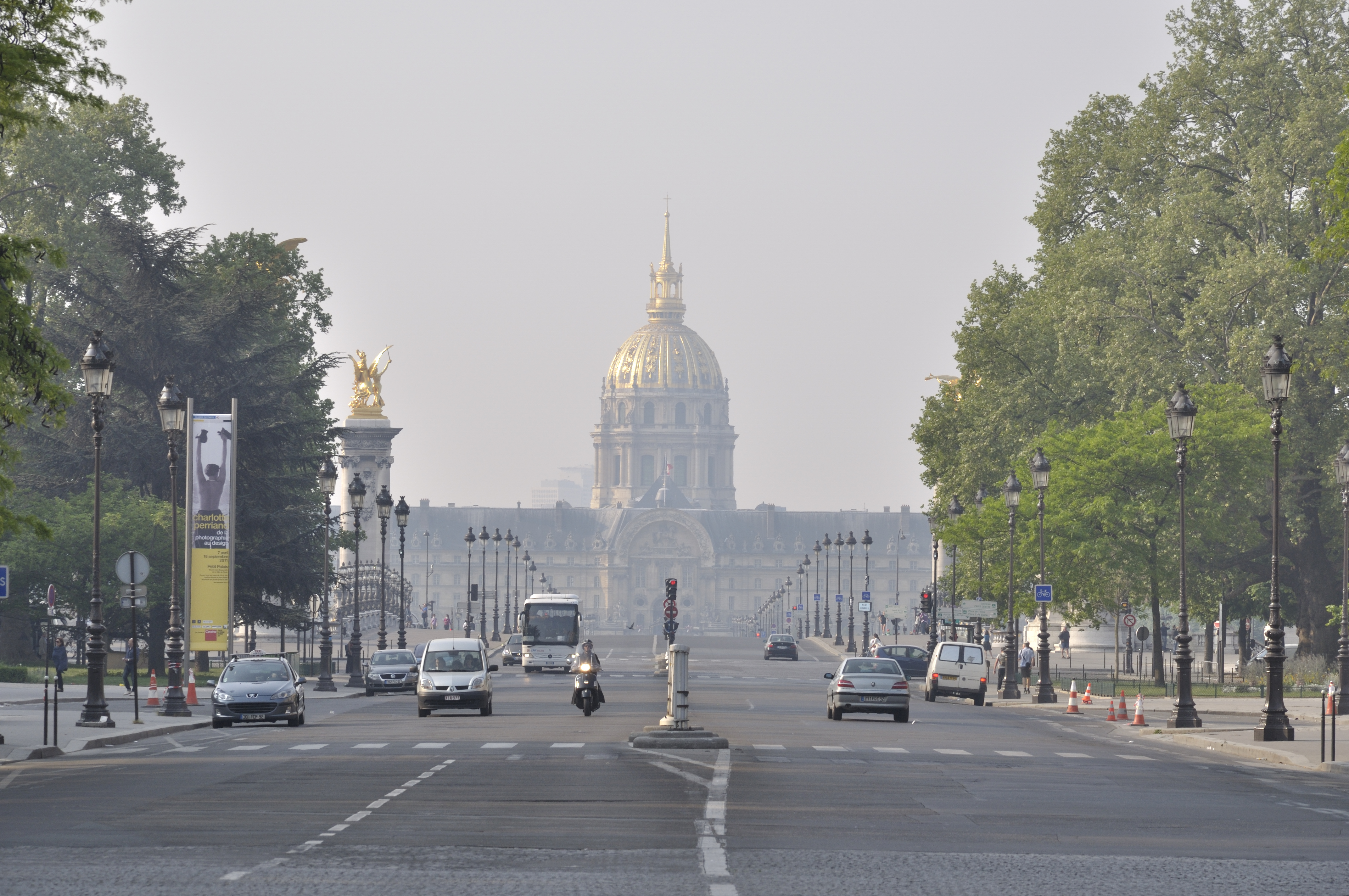
Vue partielle de l'avenue Winston-Churchill, ouverte sous la désignation avenue Nicolas-II pour l'exposition universelle, prise en direction du pont Alexandre-III, de l'esplanade et du dôme des Invalides, en 2011.

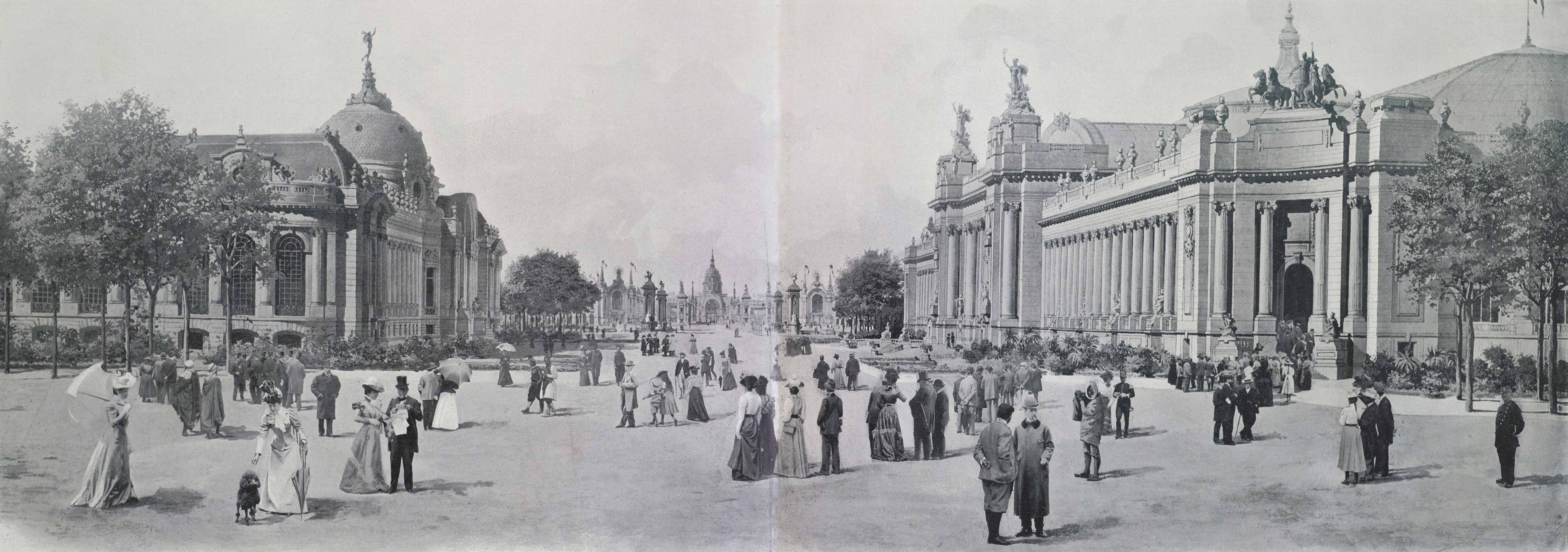
Le Petit et le Grand Palais des Beaux-Arts, inaugurés en 1900. Photographie prise durant l'exposition.

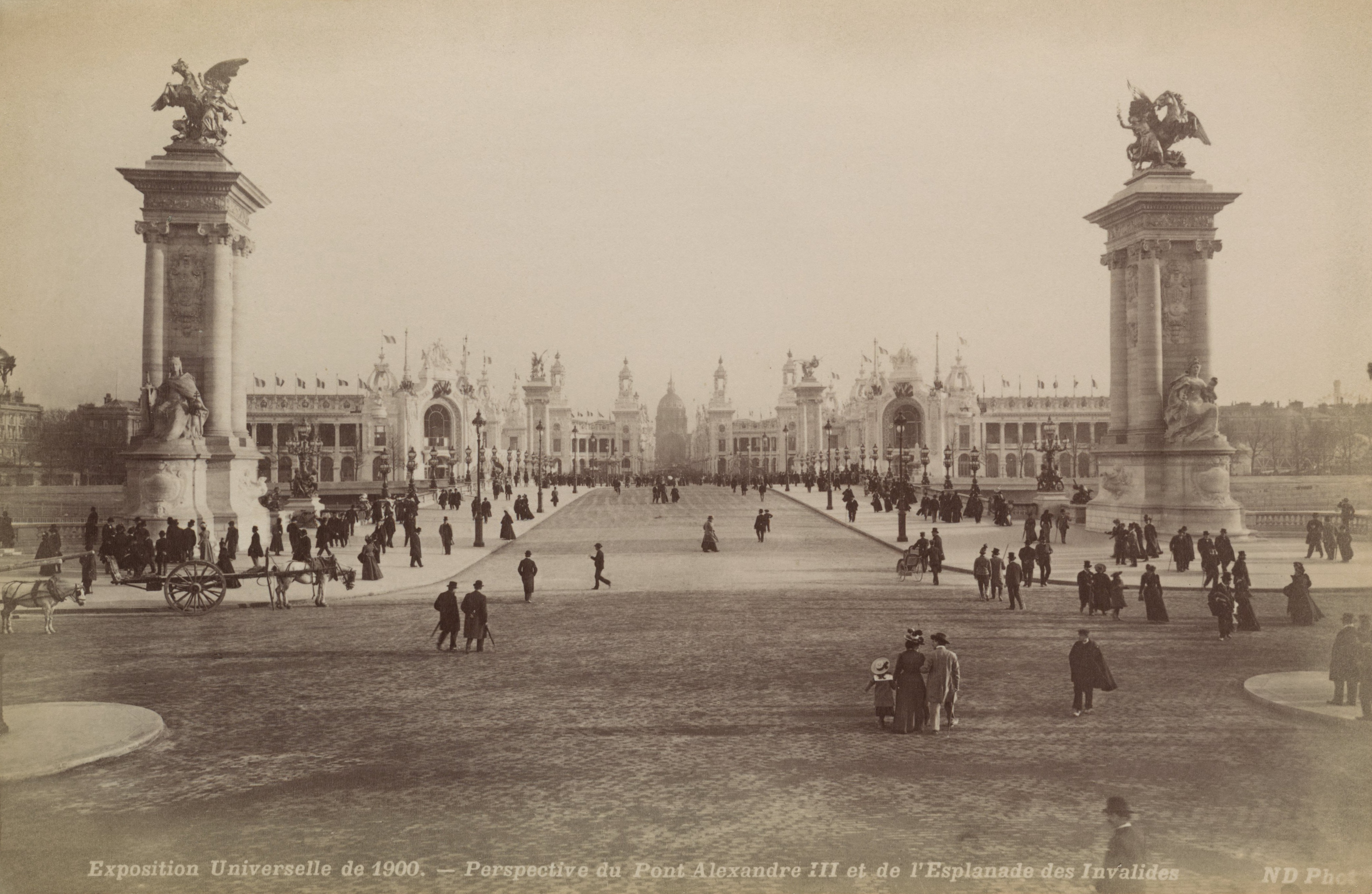
Le pont Alexandre-III, construit pour l'exposition.

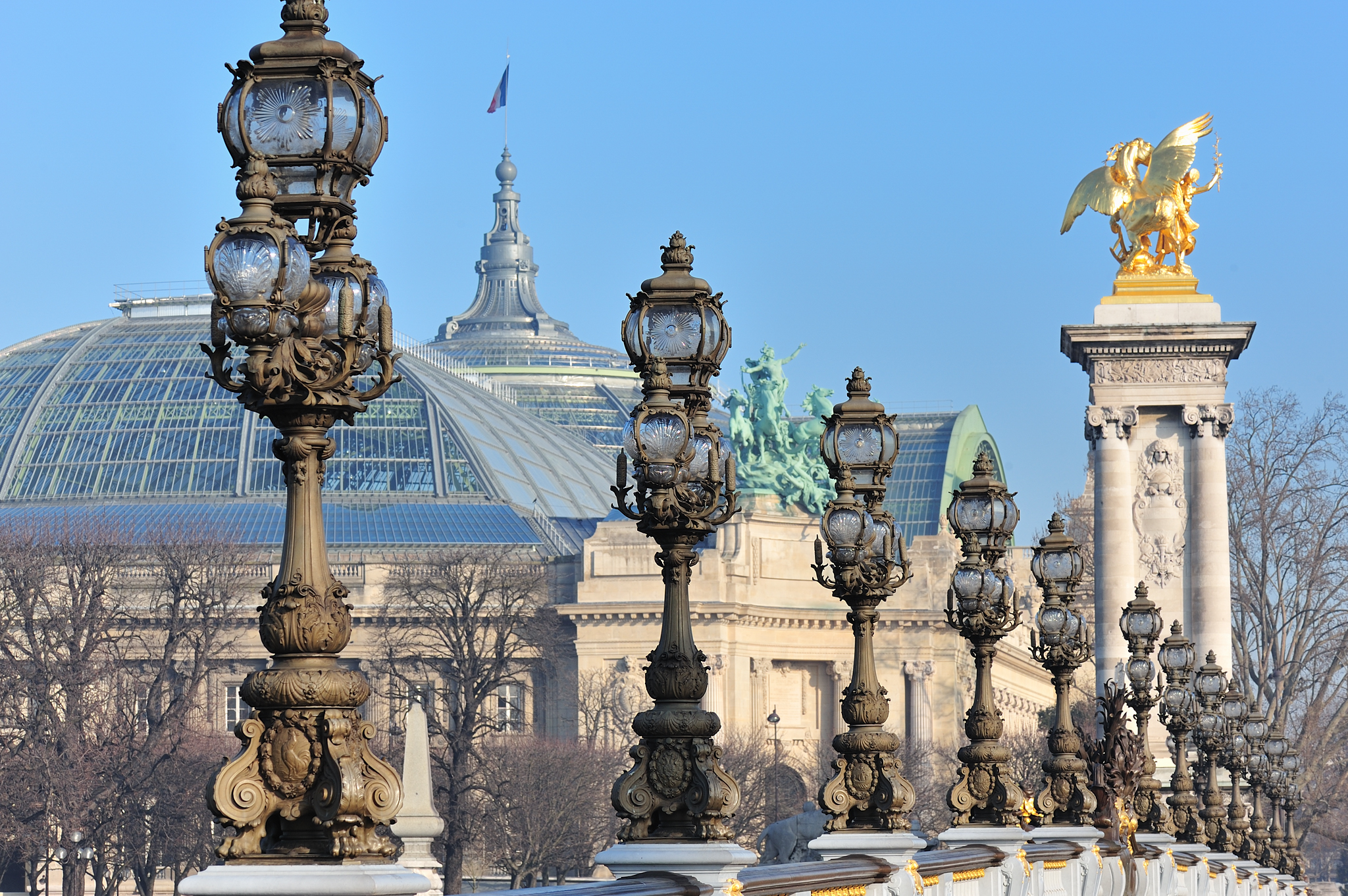
Détails du pont Alexandre-III et du Grand Palais, en 2008.

  - la « rue de l'Avenir », un trottoir roulant ;
  - les débuts du métropolitain parisien, avec sa première ligne entre la Porte de Vincennes et la Porte Maillot, inaugurée le 19 juillet 1900. Les bouches d'entrée des stations sont conçues par Hector Guimard) ;
  - deux nouvelles gares (gare d'Orsay et gare des Invalides), la reconstruction de la gare de Lyon et agrandissement de la gare du Nord (construction de la gare annexe aujourd'hui désaffectée).
- La fontaine lumineuse et l'usage nocturne de l'électricité (palais de l'Électricité, sur le Champ-de-Mars)[26].
- Le Globe Céleste.
- Des attractions cinématographiques :
  - la projection des films des frères Lumière sur écran géant ;
  - la projection de films sonores (par exemple, ceux de Clément Maurice) ;
  - la présentation du Cinéorama.
- Le Petit et le Grand Palais, construits sur l'emplacement de l'ancien palais de l'Industrie et des Beaux-arts, lui-même bâti pour l'Exposition de 1855.
- Le Palais de l'Optique et la Grande lunette, la plus grande lunette astronomique jamais construite.
- La grande roue de Paris, d'un diamètre annoncé de 100 mètres, installée avenue de Suffren, à côté d'un village suisse, et démolie entre 1920 et 1922.
- La Ruche au 2, passage de Dantzig, constituée de divers éléments provenant de bâtiments de l'exposition universelle.
- Une réduction de la statue de la Liberté d'Auguste Bartholdi de 2,87 m installée au jardin du Luxembourg.
- La frise au bas de la porte Binet. Ce monument représentait les ouvriers de l'exposition et ornait en 1900 le socle du pilier gauche de la porte monumentale de la Concorde, haute de 50 m. Œuvre du sculpteur Anatole Guillot et édifié par le céramiste Émile Muller, le relief fut récupéré à la fin de l'exposition et placé dans la cour de l'usine Muller à Ivry-sur-Seine avant d'être remisé en 1957. En 1963, le bas-relief est réinstallé dans le parc du Moulin du village de Breuillet dans l'Essonne.
- La maison à la façade turquoise sculptée, ornée de fresques figurant des éléphants[27], et située cité Figuier (104 rue Oberkampf, 11e arrondissement de Paris) est un ancien pavillon de l'exposition[28].
- La bibliothèque Bernheim, en Nouvelle-Calédonie, est installée dans le pavillon qui représentait l'île lors de l'exposition.
- Le pavillon chinois et la tour japonaise, rachetés par le roi Léopold II, sont reconstruits au musée d'Extrême-Orient de Bruxelles[29].
- Le portique monumental de la manufacture de Sèvres est remonté square Félix-Desruelles[29].
- Le bas-relief de la porte principale d’accès à l’Exposition est réinstallé dans le parc du Moulin (ou parc Muller), à Breuillet[29].
- Un petit temple bouddhiste a été remonté dans le parc oriental de Maulévrier, à partir d'éléments d'un pavillon de l'exposition.

### Ponts sur la Seine
- Le pont d'Iéna, réservé à l'exposition et élargi par deux extensions latérales métalliques qui survivront longtemps à l'exposition.
- La passerelle Debilly, construite pour l'exposition.
- Le pont de l'Alma, doublé en amont par une passerelle métallique provisoire réservée à l'exposition.
- Le pont des Invalides, doublé en aval par une passerelle métallique provisoire réservée à l'exposition.
- Le pont Alexandre-III, symbole de l'alliance franco-russe, inauguré le 14 avril 1900. La première pierre avait été posée en 1896 par le tsar Nicolas II de Russie.

### Passerelles et tranchées

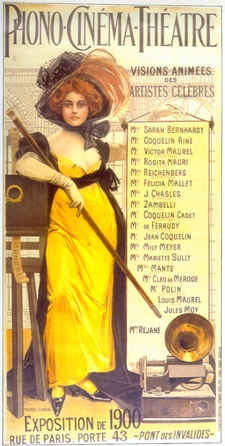
François Flameng, Phono-Cinéma-Théâtre (1900), affiche.

De nombreuses passerelles sont construites afin de permettre aux visiteurs d'aller de site en site sans sortir de l'enceinte de l'exposition et sans gêner la circulation des Parisiens :
- la place de l'Alma ;
- le carrefour de l'avenue Bosquet et de l'avenue Rapp ;
- l'avenue d'Antin ;
- le boulevard de La Tour-Maubourg ;
- la circulation sur le quai Debilly se faisait en tranchée, surplombée de trois passerelles destinées aux visiteurs ;
- la circulation sur le quai d'Orsay se faisait en tranchée, surplombée de deux passerelles destinées aux visiteurs.

## Divers
L'exposition est dirigée par l'industriel Louis Delaunay-Belleville (gendre de l'ingénieur et inventeur Julien Belleville qui a donné son nom aux rondelles Belleville).
Le bois de Vincennes accueille l'exposition sur l'agriculture, les maisons ouvrières, les chemins de fer et les concours sportifs.

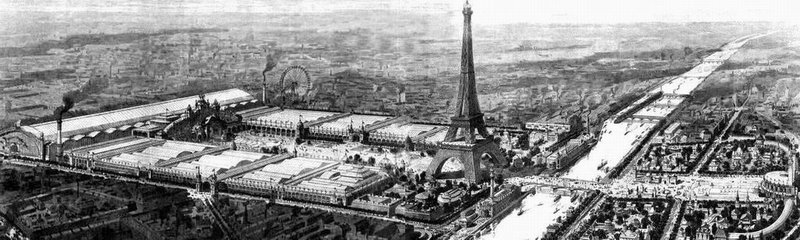
Vue générale.

Une section est consacrée à l'exposition de matériel de chemin de fer.
Un palais des fils, tissus et vêtements expose le savoir-faire français en matière de textile et de mode.
Le pavillon de l'union centrale des Arts décoratifs est décoré par Georges Hoentschel et celui de la Colonisation par Jules Deperthes.
Le docteur Léon Azoulay, de la société d'anthropologie de Paris, effectue des enregistrements sonores de parlers et de musiques du monde entier, sur 411 cylindres de cires. Une partie de ces documents linguistiques et ethnographiques est consultable.
Valdemar Poulsen fait des démonstrations de son enregistreur sonore magnétique.
Le gigantesque banquet des maires auquel le président le la République avait convié tous les maires de France réunit 22 278 invités, dont 20 777 maires sous des tentes dressés dans le jardin des Tuileries. L'organisation est confié au chef cuisinier et restaurateur Léopold Mourier.

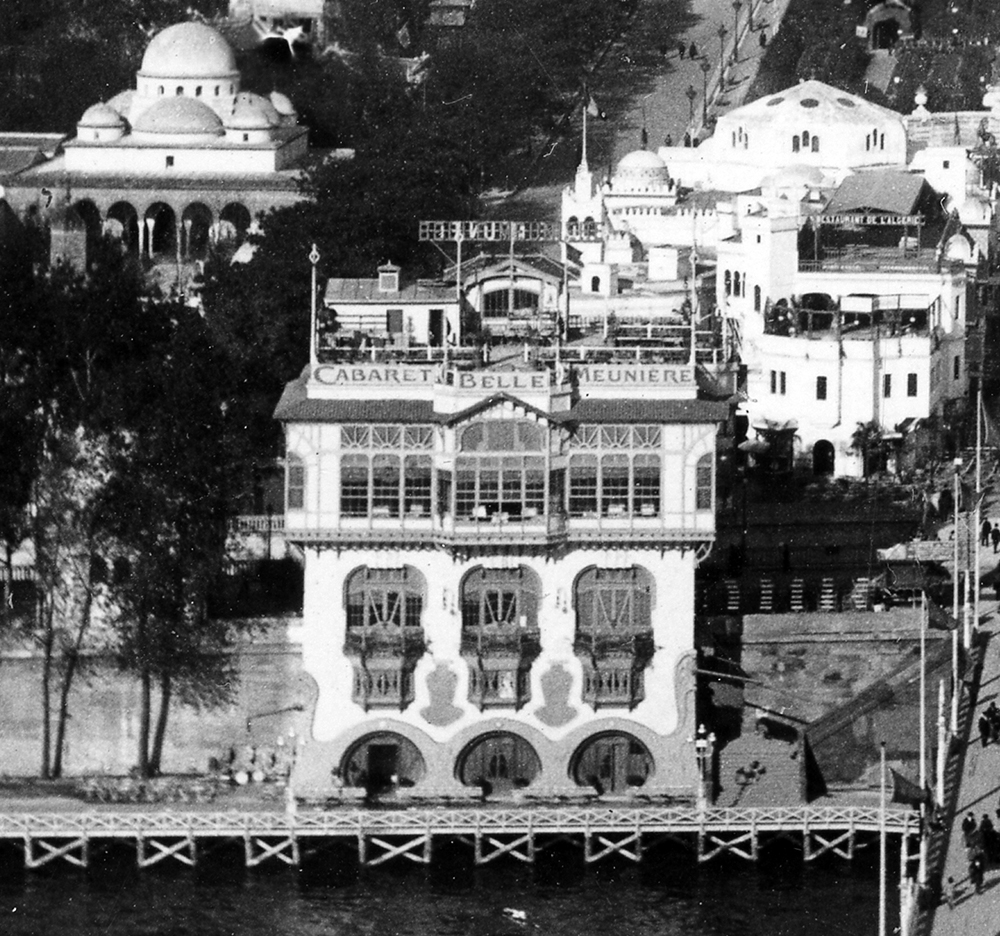
Vue du cabaret.

Le cabaret Belle Meunière fut édifié spécialement pour Marie Quinton, devenue une célébrité internationale. L'Auvergnate et aubergiste la plus célèbre au monde accueillait ses hôtes dans les différentes salles de son restaurant avec des vues panoramiques sur la tour Eiffel.
Plusieurs films documentaires sont réalisés à l'occasion de l'exposition, parmi lesquels :
- L'Exposition de 1900 et Panorama pris du trottoir roulant Champ de Mars de Georges Méliès ;
- Palace of Electricity et Eiffel Tower from Trocadero Palace de James H. White.

## Récompenses
« Les récompenses aux exposants […] seront décernées sous forme de diplômes signés par le ministre du commerce, de l'industrie des postes et télégraphes et par le commissaire général. » Les lauréats par catégories sont les suivants (non exhaustifs, voir Récompenses à l'exposition de 1900 ) :

### Grand prix
- Henri Bellieni[36] (1857-1938), pour ses jumelles stéréoscopiques[37].

### Médaille d'or
- Henri Emile Alexandre Vrignaud (1868-1903), pour la représentation de ses liqueurs lié à sa distillerie, « La Distillerie Vrignaud » à Luçon.
- Jules Crépin (maison Bellieni[38] (1857-1938), pour ses jumelles stéréoscopiques[37].
- W. E. B. Du Bois[39] (1868-1963), sociologue, ayant présenté une « Exposition des Nègres d'Amérique » au pavillon d'économie sociale[40],[41],[42].
- Paul Lafoscade[43],[44] (1846-1928), distillateur à Houlle, pour son genièvre[45].
- Léon Poussigue (1859-1941) pour la présentation des installations du puits Arthur-de-Buyer, charbonnage le plus profond de France[46].
- Édouard Redont[47] pour les plans du parc Bibesco (actuel parc Nicolae-Romanescu) à Craiova en Roumanie.
- Jules Édouard Roiné[48] (1857-1916) pour L'Aurore du XXe Siècle, plaquette sculptée et galvanoplastée[49].
- Jules Celles (1852-1899) pour un brevet relatif à une découpe spéciale du pouce ;
- Émile Belot (1857-1944) pour ses inventions dans l'industrie du tabac[50].

### Médaille d'argent
- Marie-Félix Hippolyte-Lucas[51].
- Charles Giroux[52],[53].
- Gustave Surand[54], pour Saint Georges terrassant le Dragon.
- Eugène Crosti[55] (enseignement artistique).
- Adrien Thibault[56]
- Léonie Valmon
- Bernard Dépery Neveu (Scionzier) (fournitures diverses pour l’horlogerie)
- Georges Van der Straeten

### Médaille de bronze
- Marie-Antoinette Demagnez de la Rochefoucauld, pour Poésie.
- Louis Auguste Roubaud[57]

- Paul Tavernier[58] pour son tableau Chasse à Courre qui lui avait valu une médaille au Salon de la Société des artistes français de 1883[59].
- Rudolph Marschall[60], pour sa grande lampe en bronze de parquet représentant une femme nue tordant un roseau et nénuphar[réf. nécessaire].
- Henri Selmer pour ses clarinettes[61]
- Georges Henri Guittet[62] (1871-1902), sculpteur[63].
- Émile-Justin Merlot

### Mention honorable
- Henri Gautreau[64] (1859-1947) inventeur, pour ses réchauds transparents à gaz d'alcool.

Médaille de l'Exposition
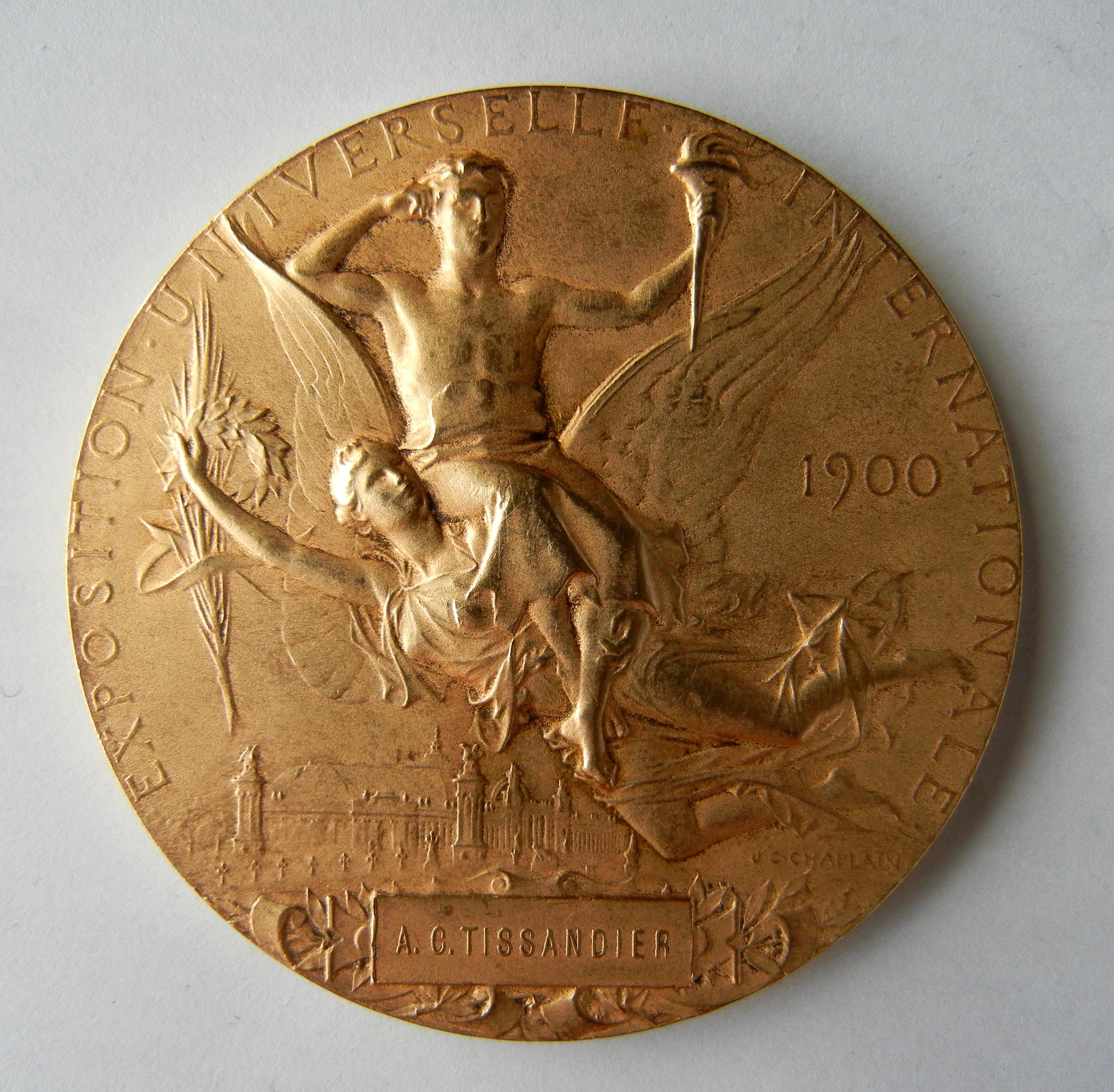
Jules-Clément Chaplain (1839-1909), Médaille Exposition universelle de 1900 (décernée à Albert Charles Tissandier (1839-1906). Recto.
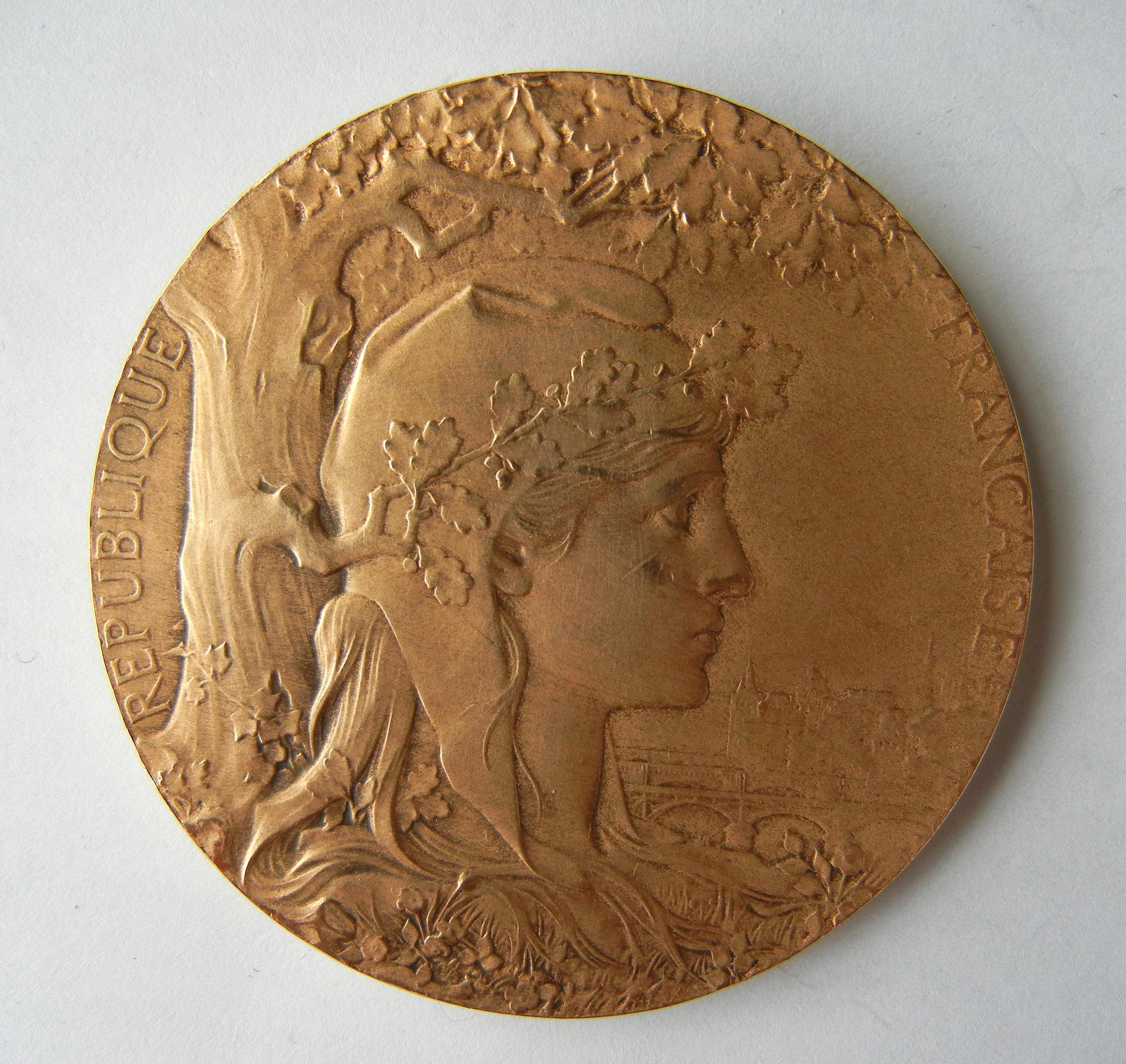
Jules-Clément Chaplain (1839-1909), Médaille Exposition universelle de 1900 (décernée à Albert Charles Tissandier (1839-1906). Verso.

## Dessins de l'exposition

Illustrations par Laure Brouardel
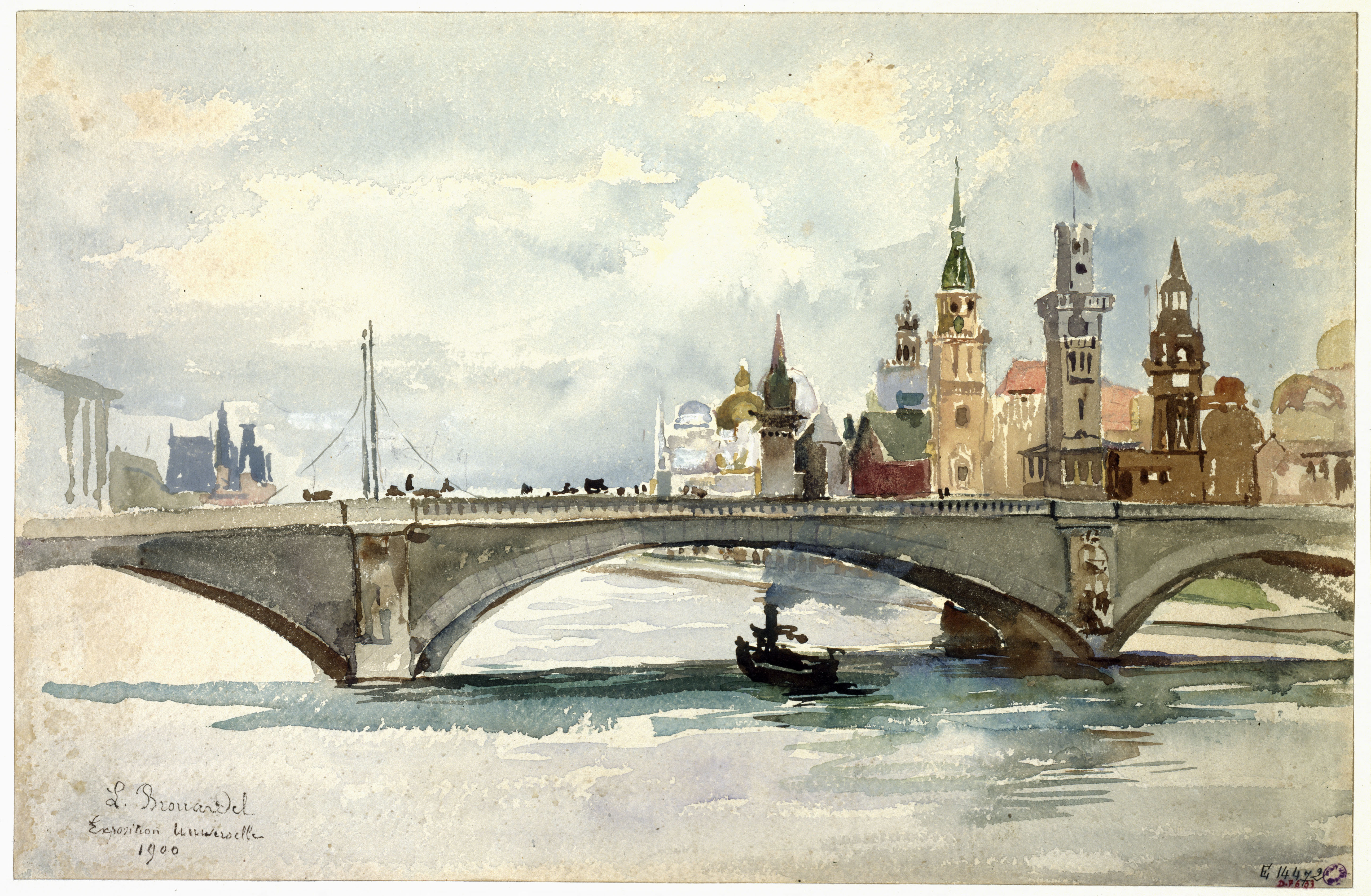
Le pont de l'Alma, Exposition universelle de 1900, musée Carnavalet.
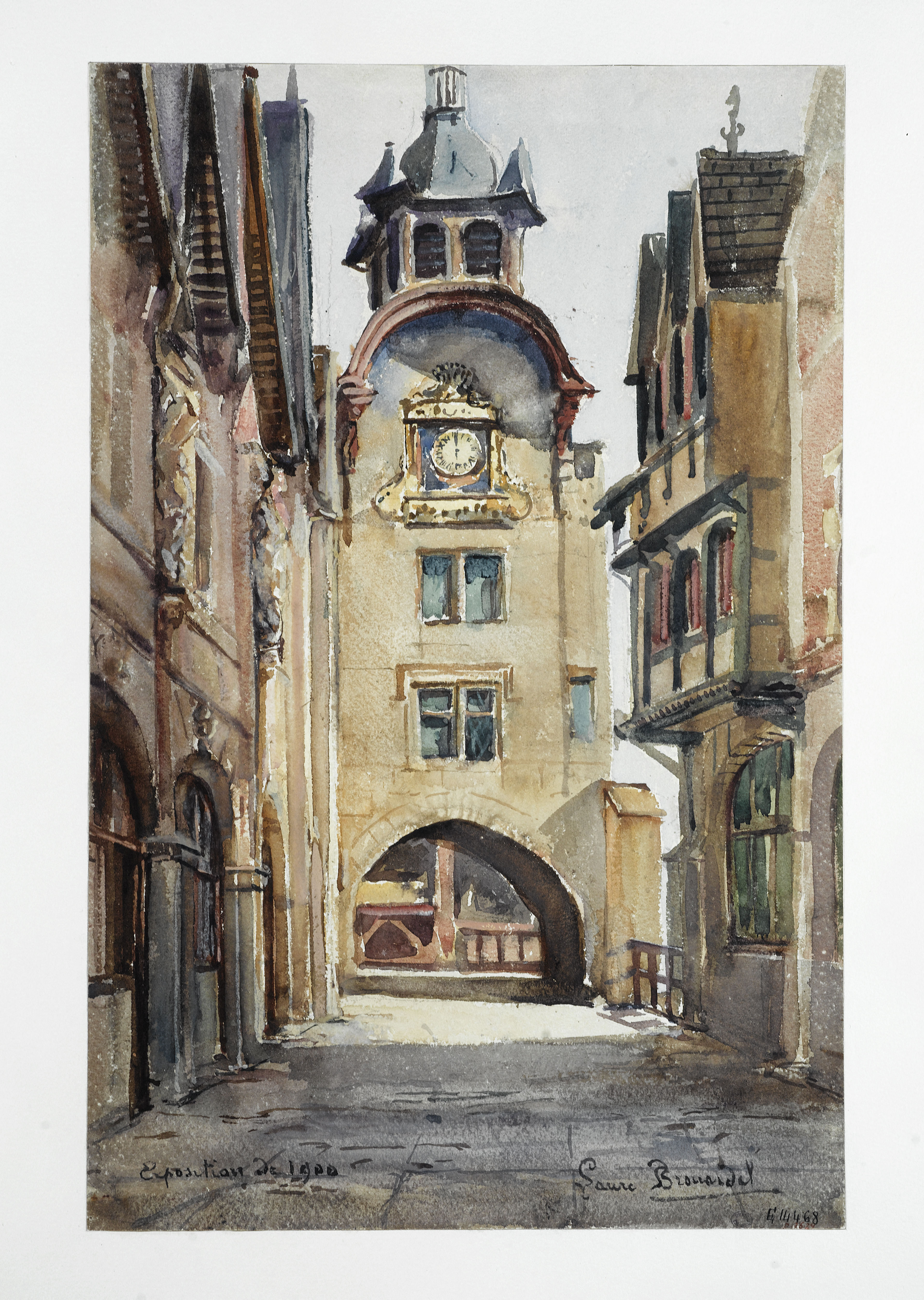
Exposition universelle de 1900, musée Carnavalet.
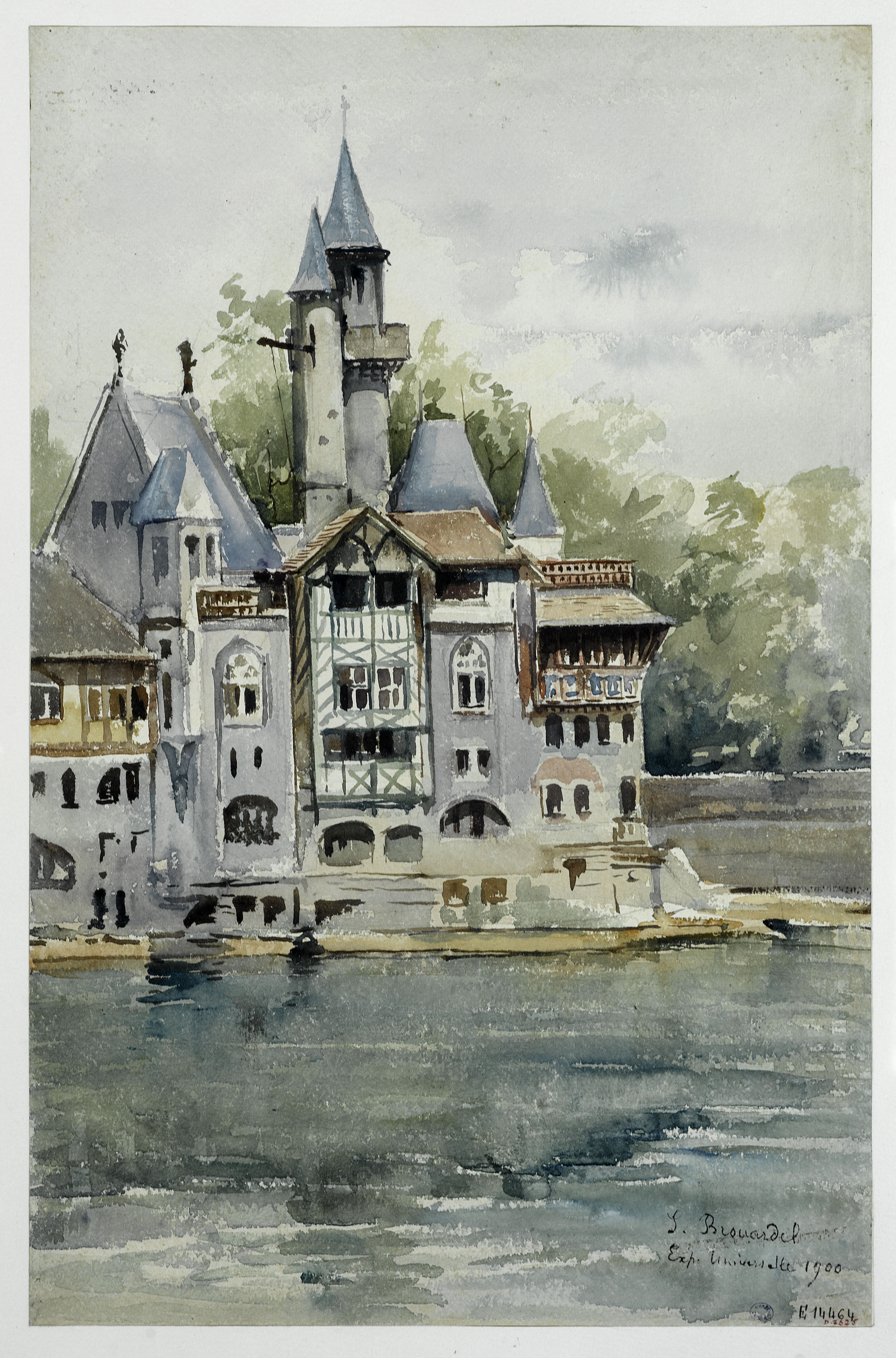
Exposition universelle de 1900, musée Carnavalet.
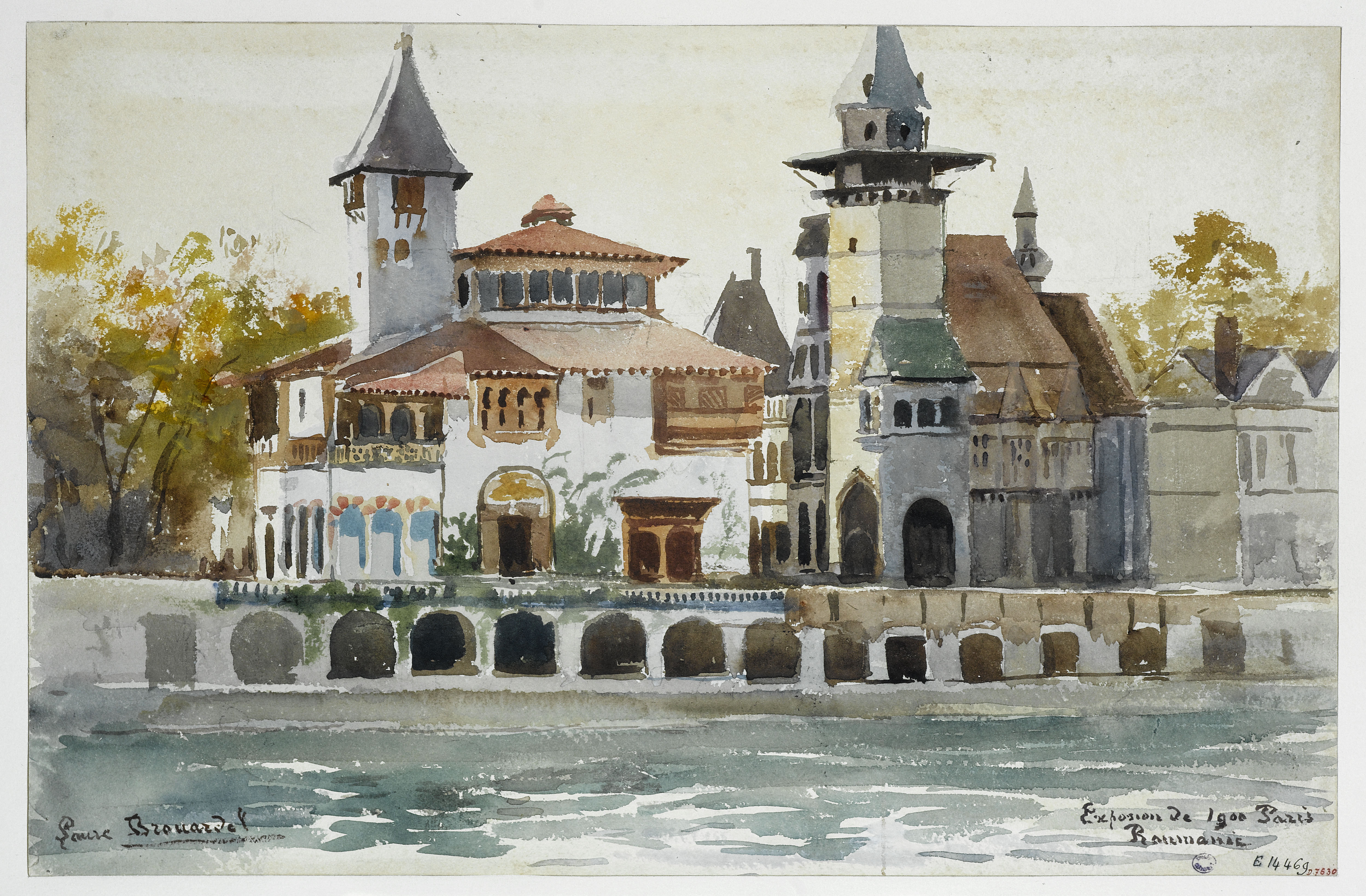
Le pavillon de la Roumanie, Exposition universelle de 1900, musée Carnavalet.
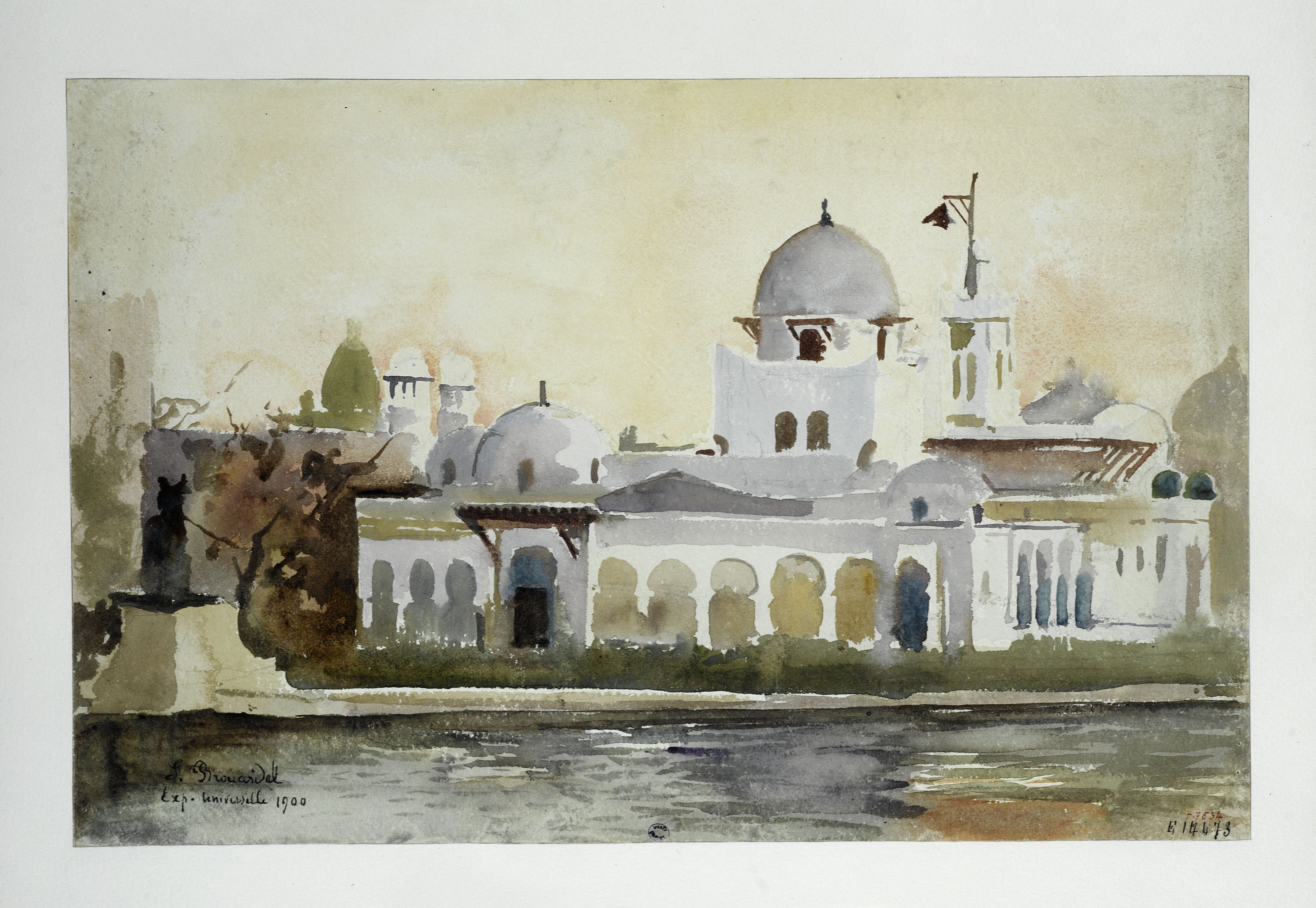
Le pavillon de la Turquie, Exposition universelle de 1900, musée Carnavalet.
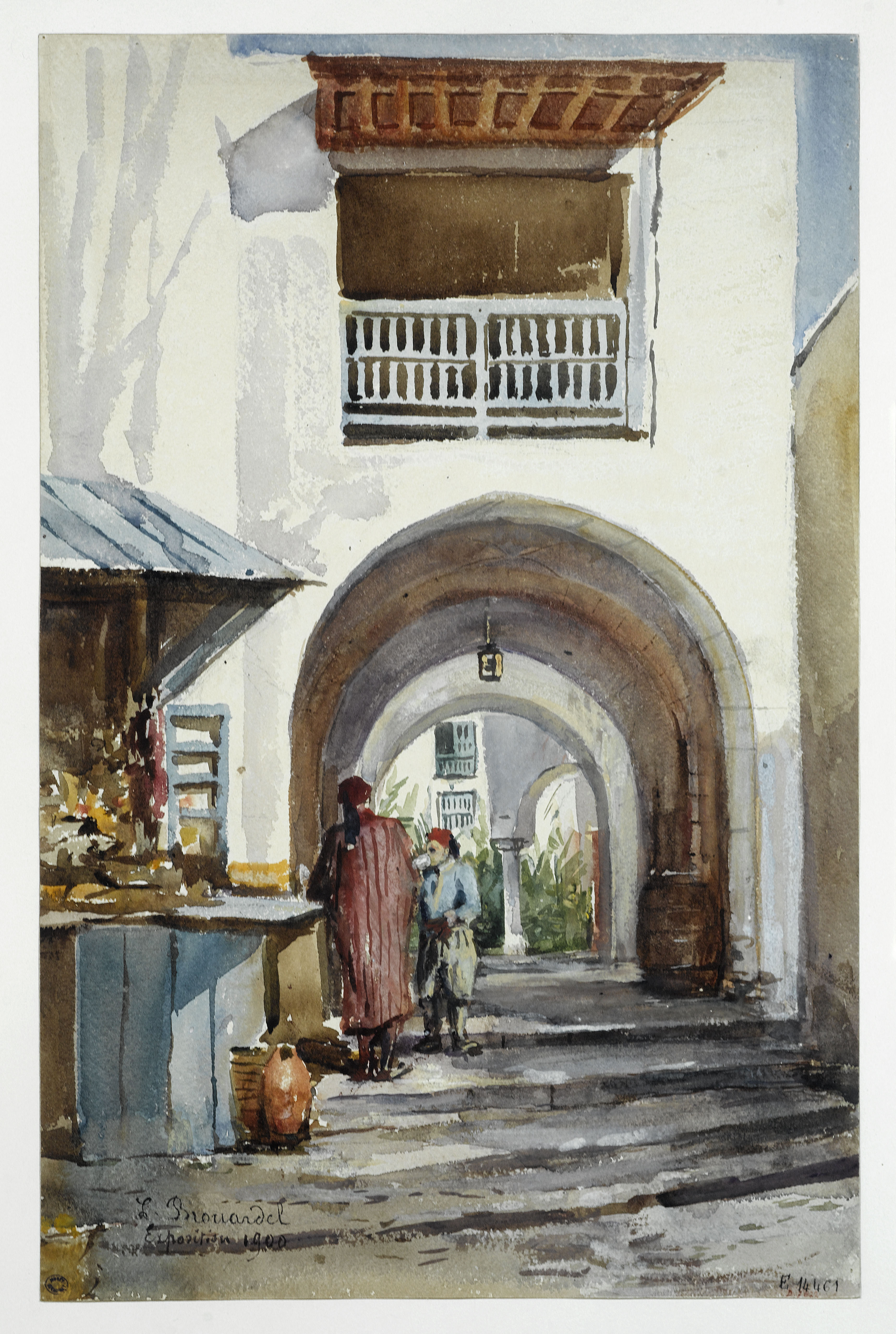
Le pavillon de la Tunisie, Exposition universelle de 1900, musée Carnavalet.

Illustrations par Paul Renouard
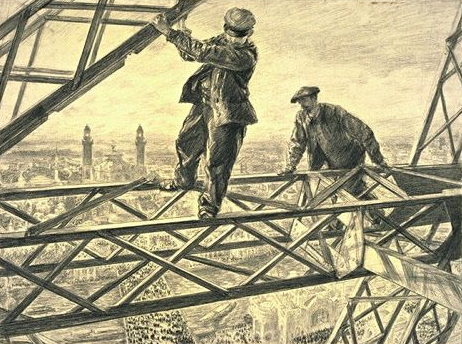
Deux ouvriers sur la tour Eiffel.
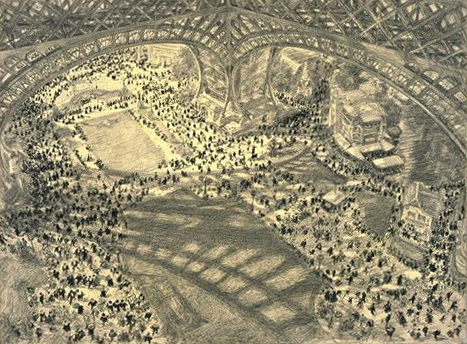
La foule de l'Exposition vue du premier étage.
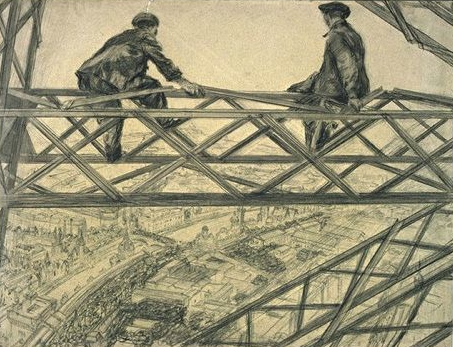
Deux ouvriers regardent l'Exposition universelle.
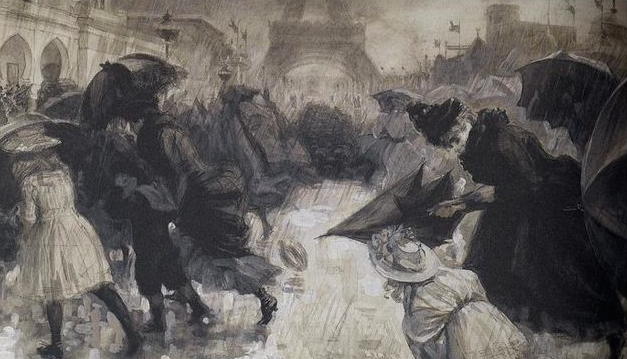
Un soudain orage surprend les visiteurs.
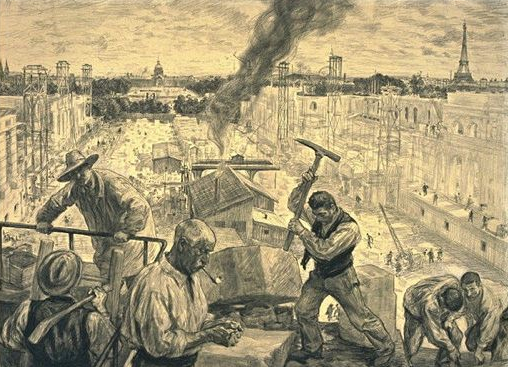
Les grands travaux de l'Exposition.
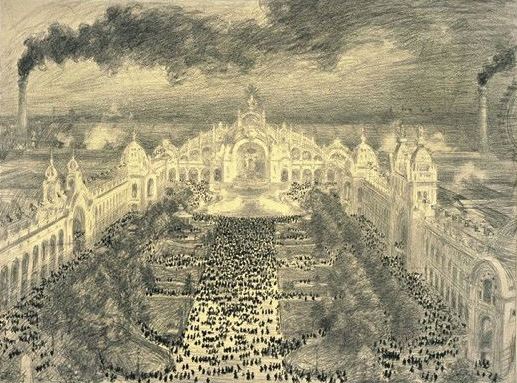
Vue d'ensemble de l'Exposition.

## Photographies de l'exposition

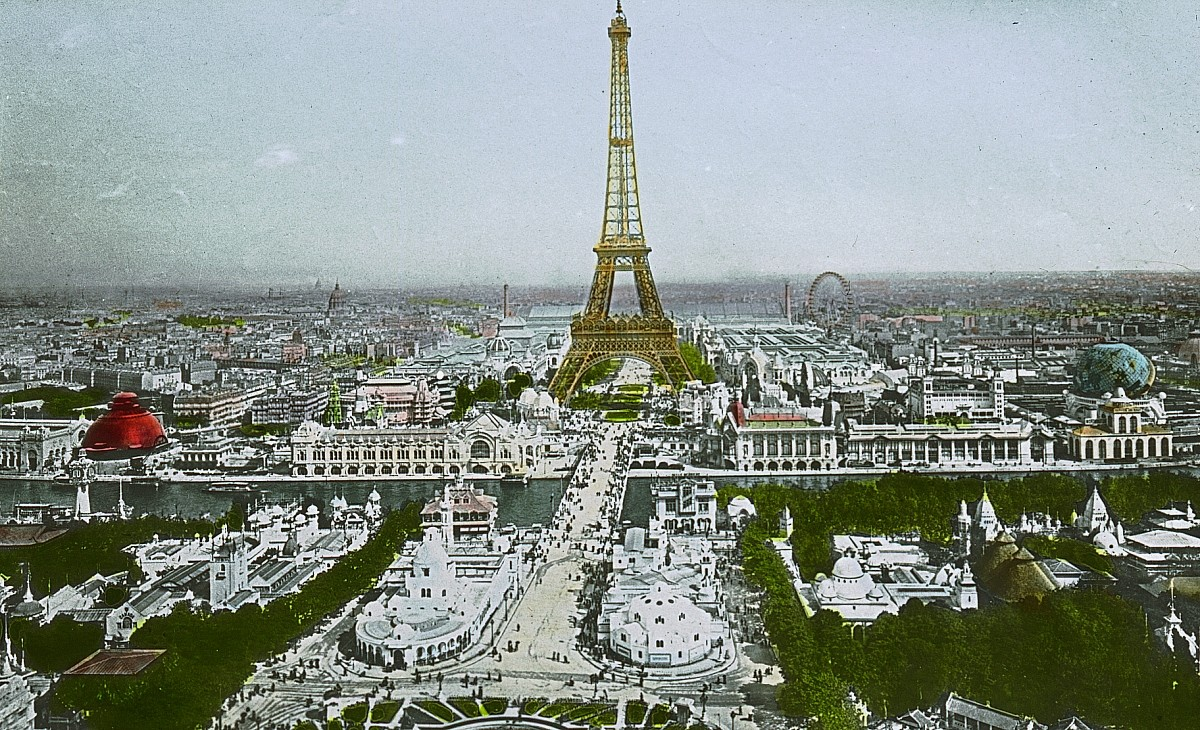
Une vue générale prise du Trocadéro.
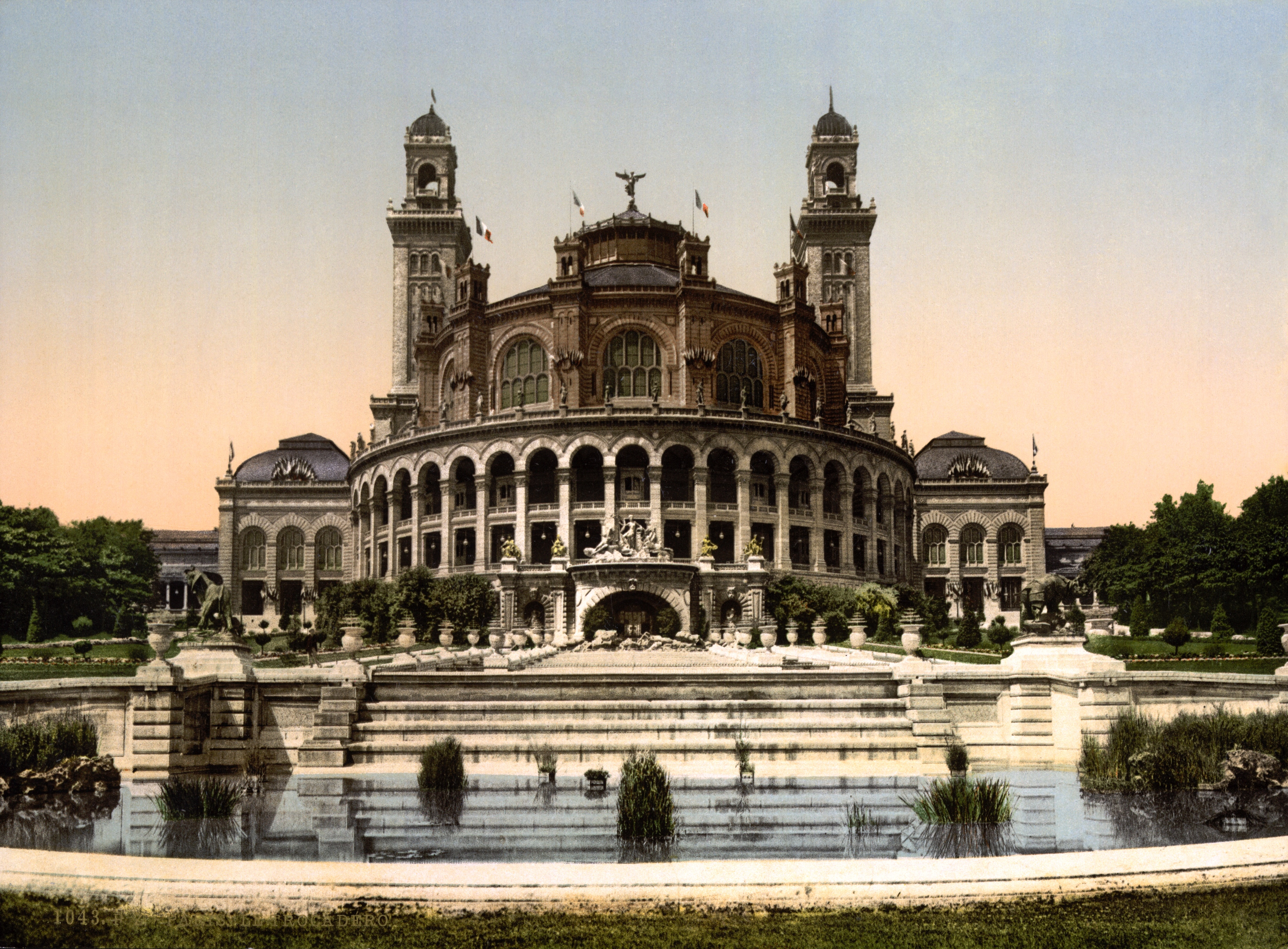
Le palais du Trocadéro.
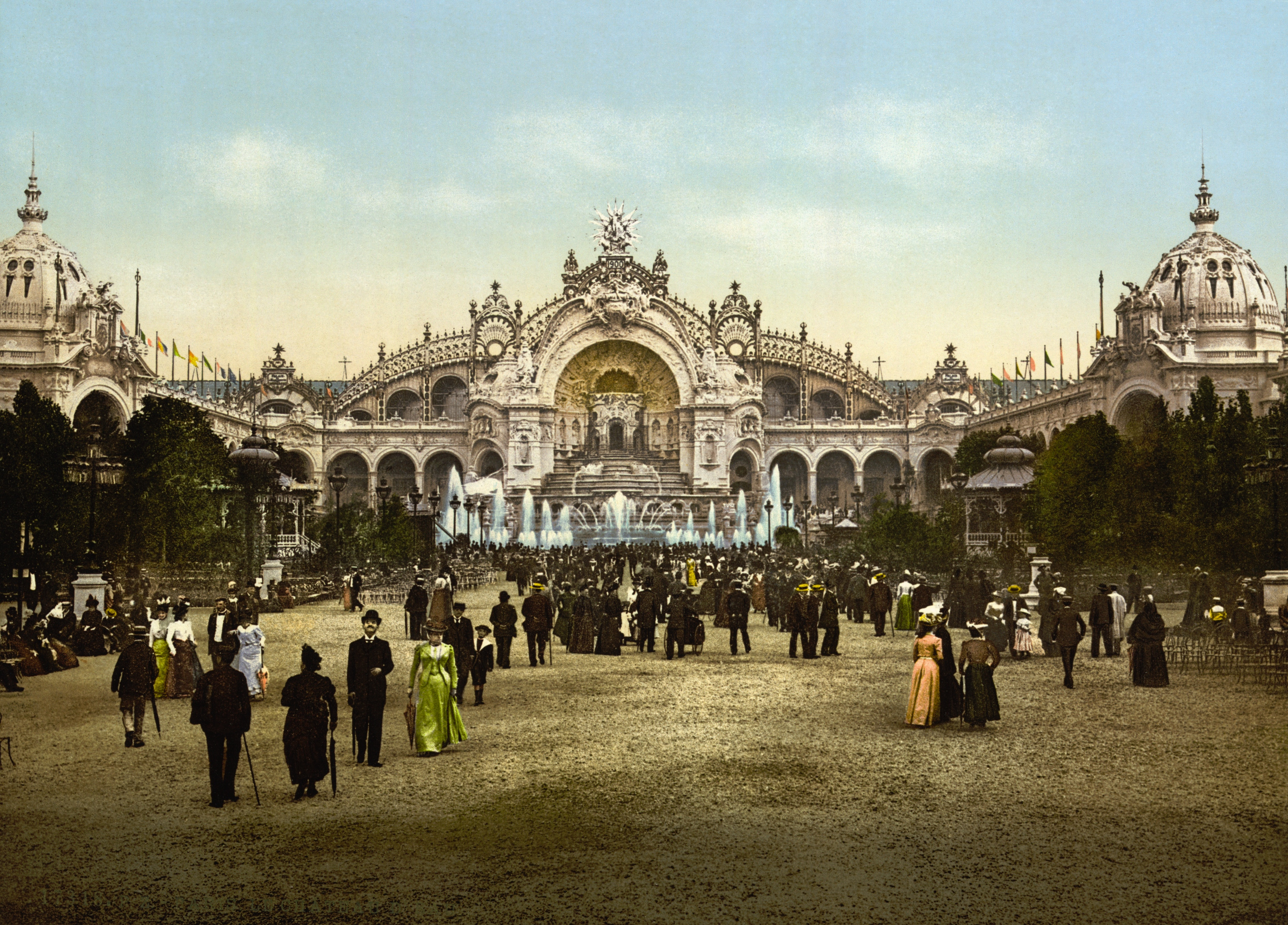
Le palais de l'Électricité et le château d'eau.
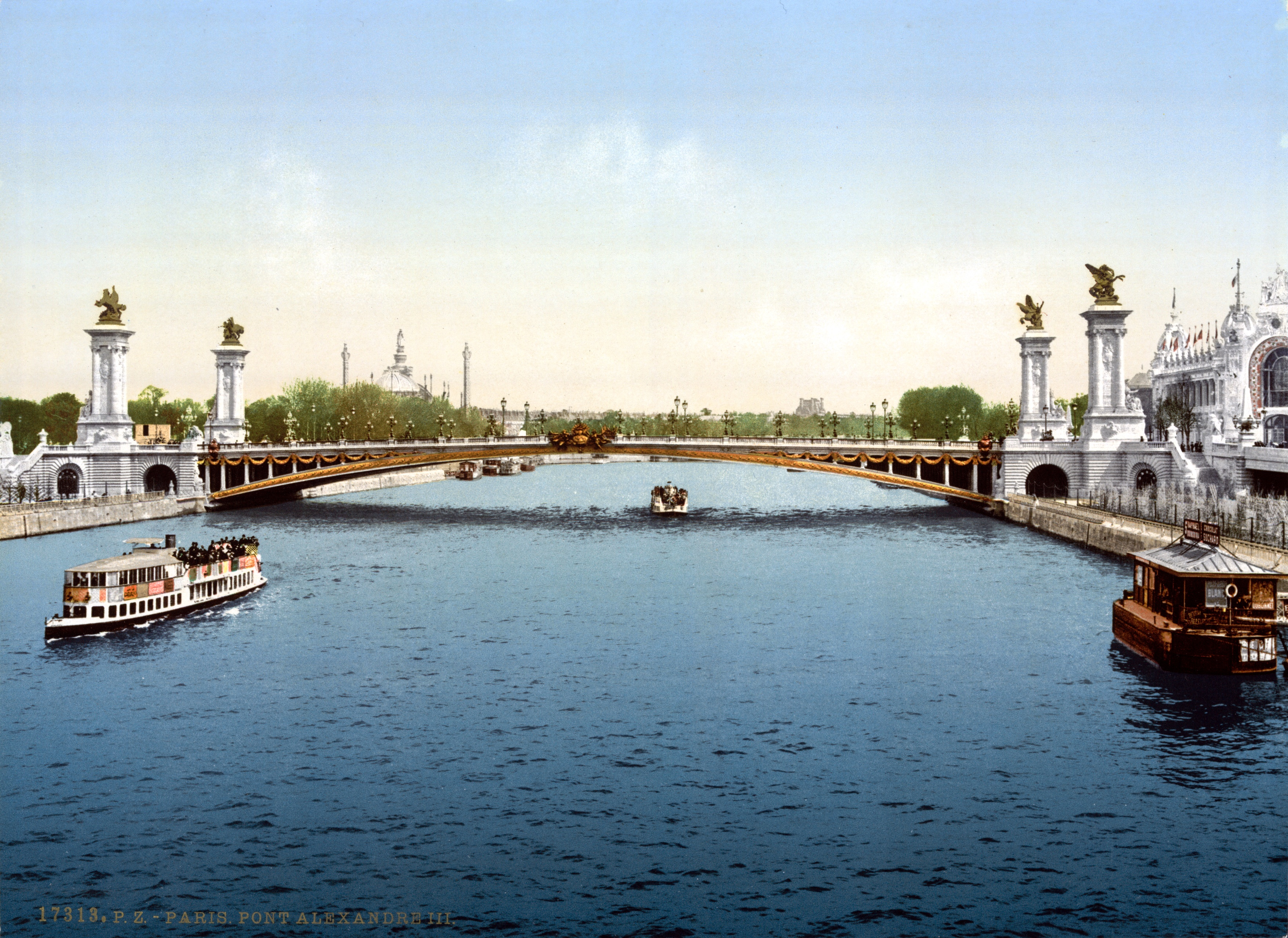
Le pont Alexandre-III au moment de son inauguration en 1900.
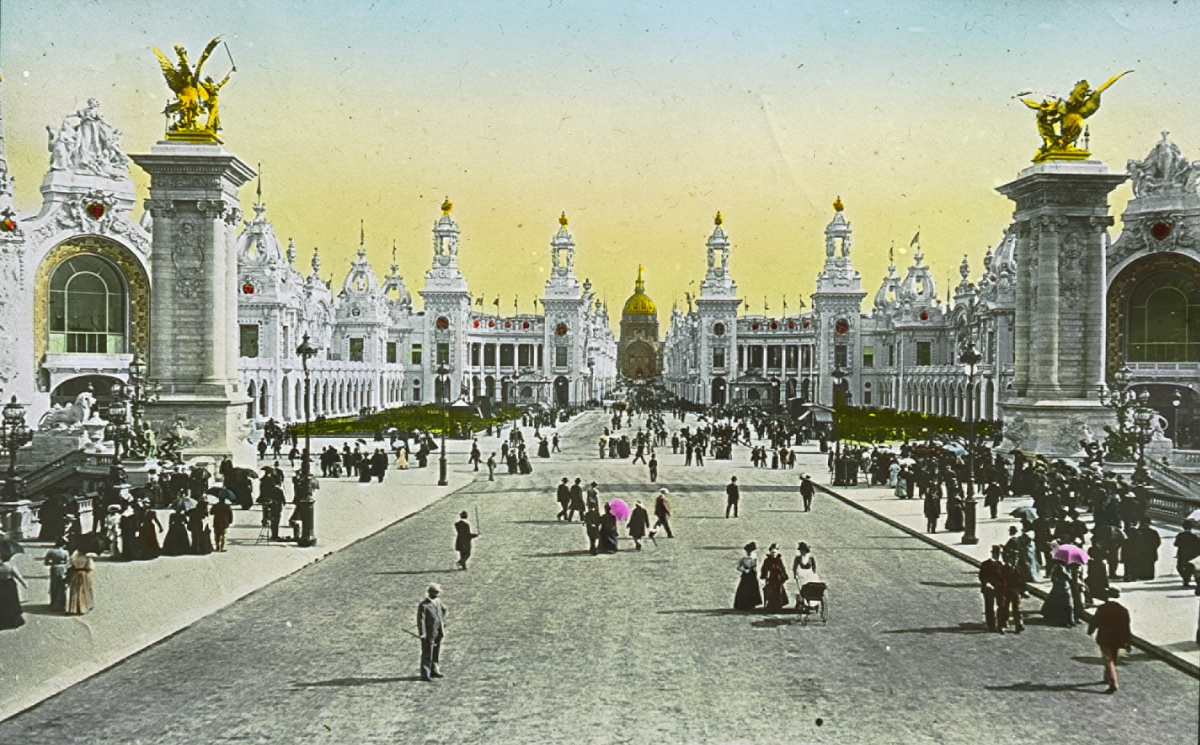
Esplanade des Invalides.
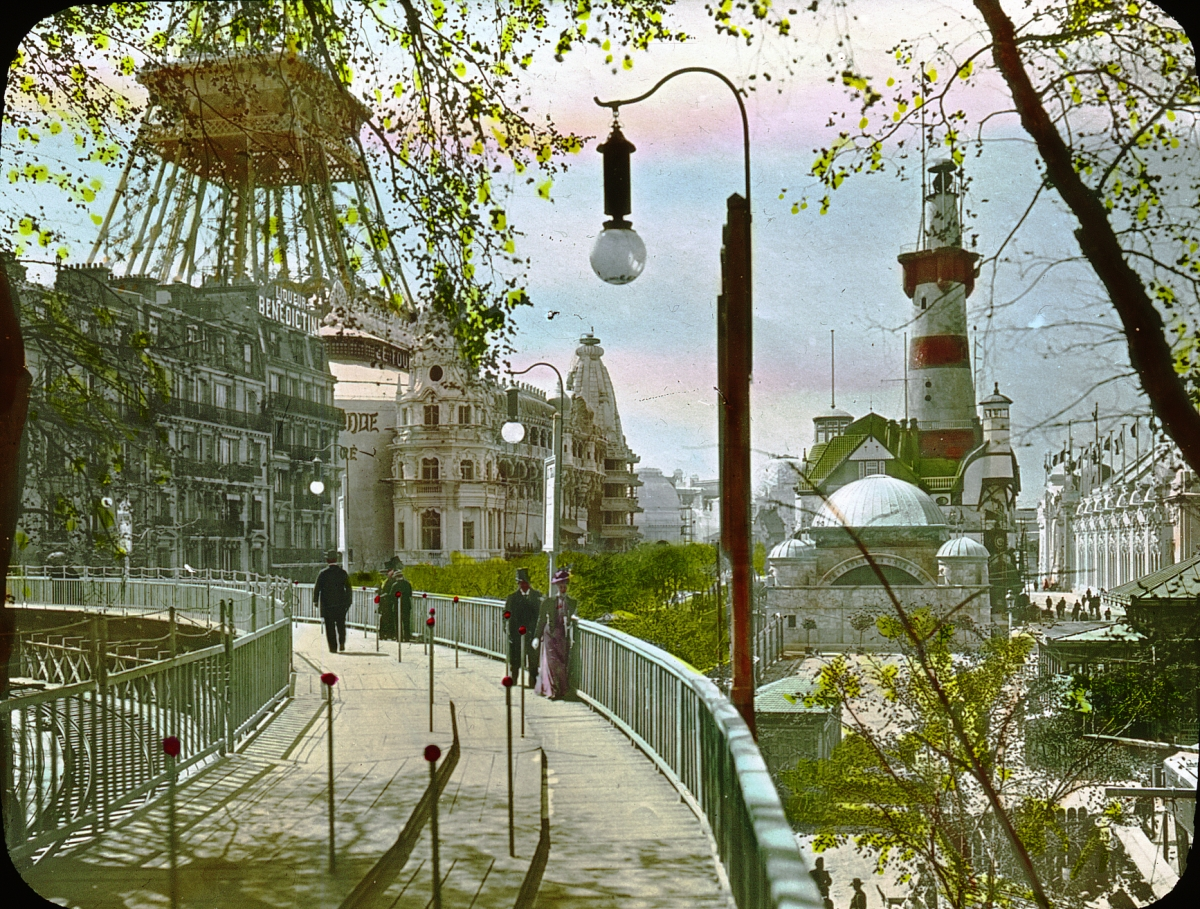
La « Rue de l'Avenir ».
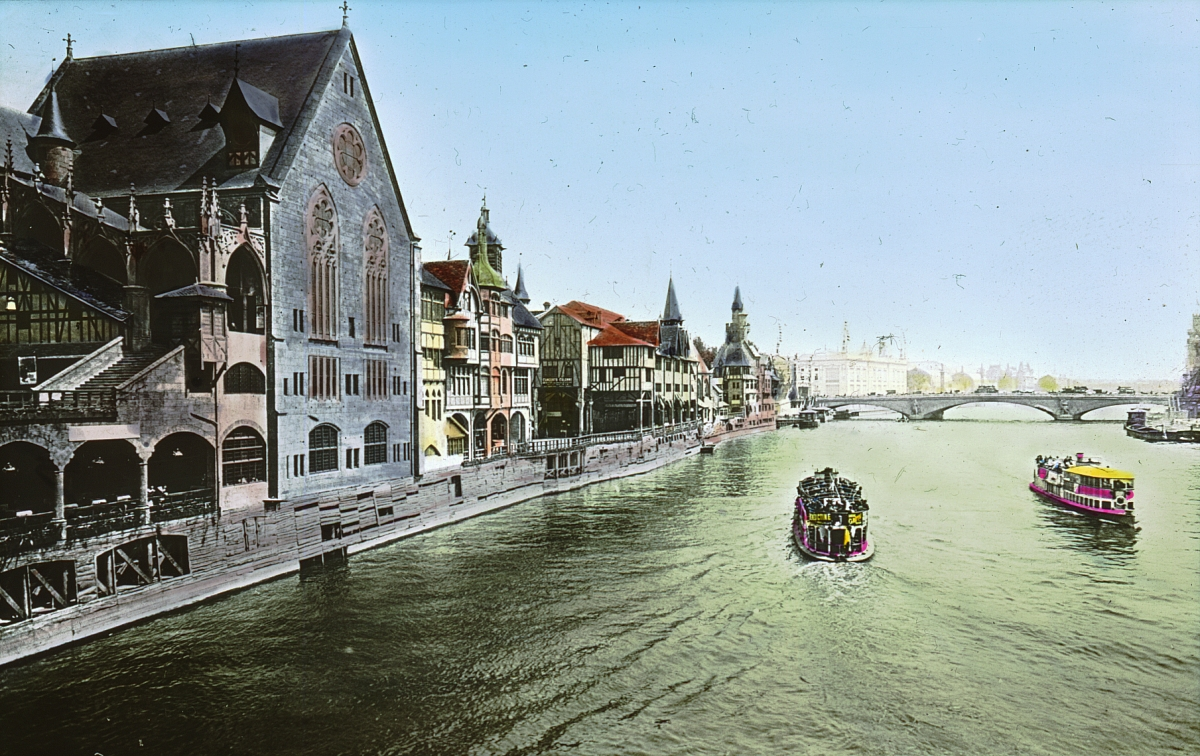
Exposition du Vieux Paris.
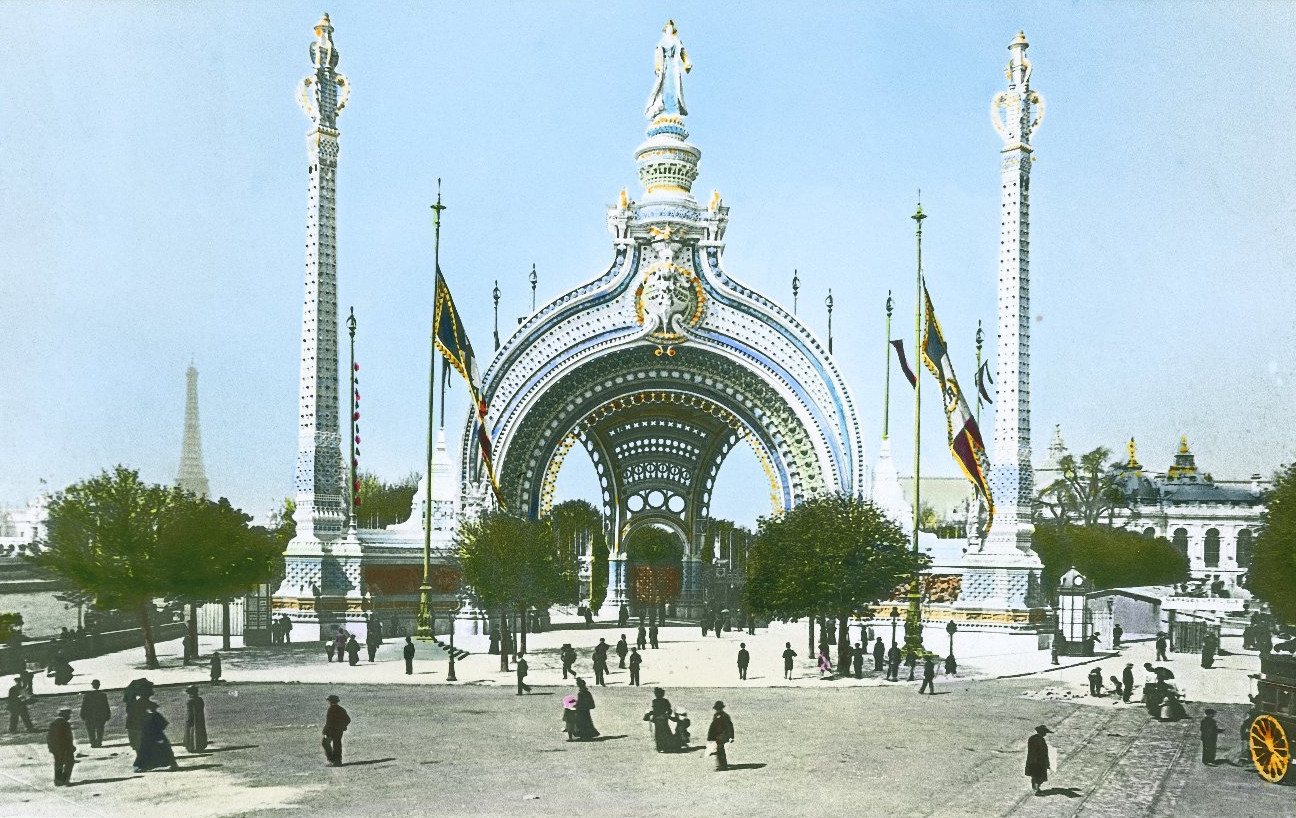
La porte Monumentale de Binet, place de la Concorde, entrée principale de l'Exposition.
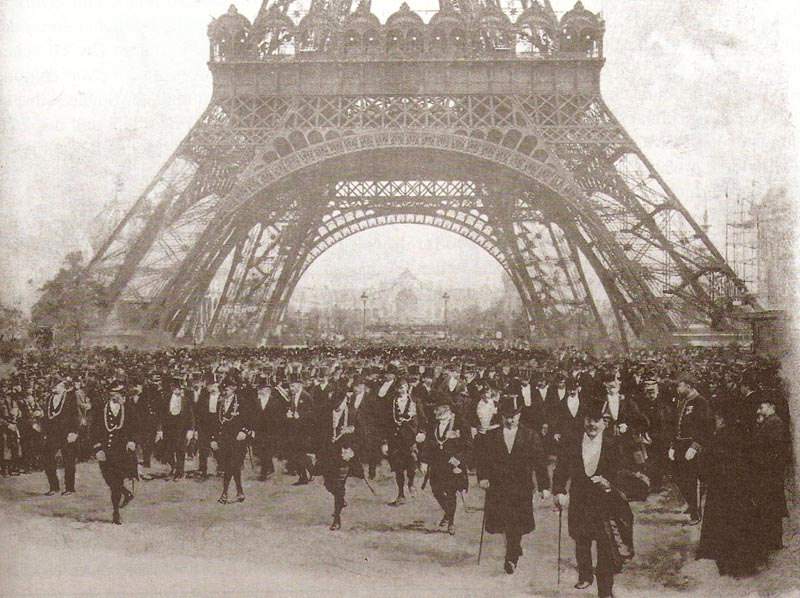
L'inauguration au pied de la tour Eiffel.
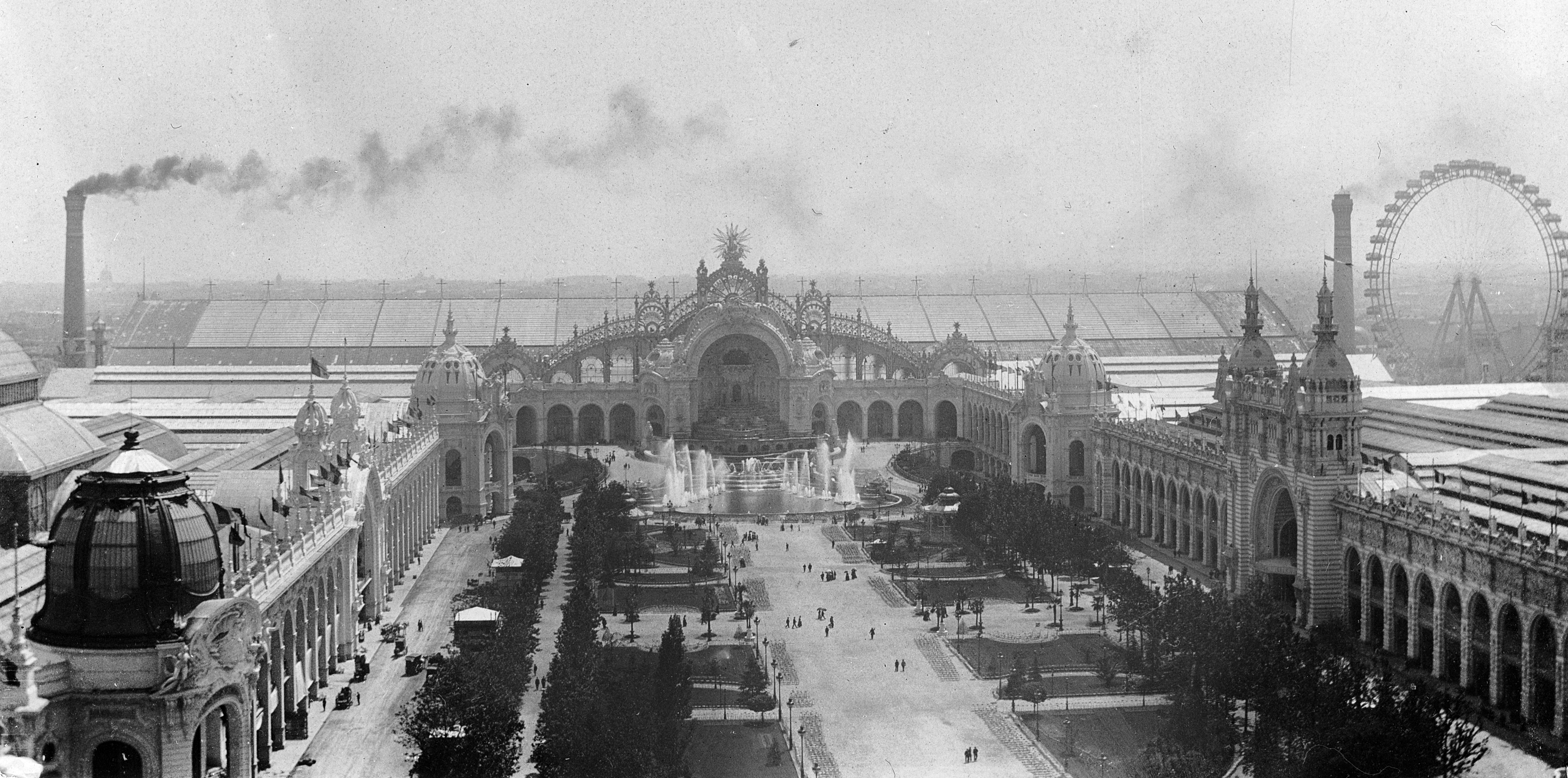
Vue prise depuis le premier étage de la tour Eiffel.
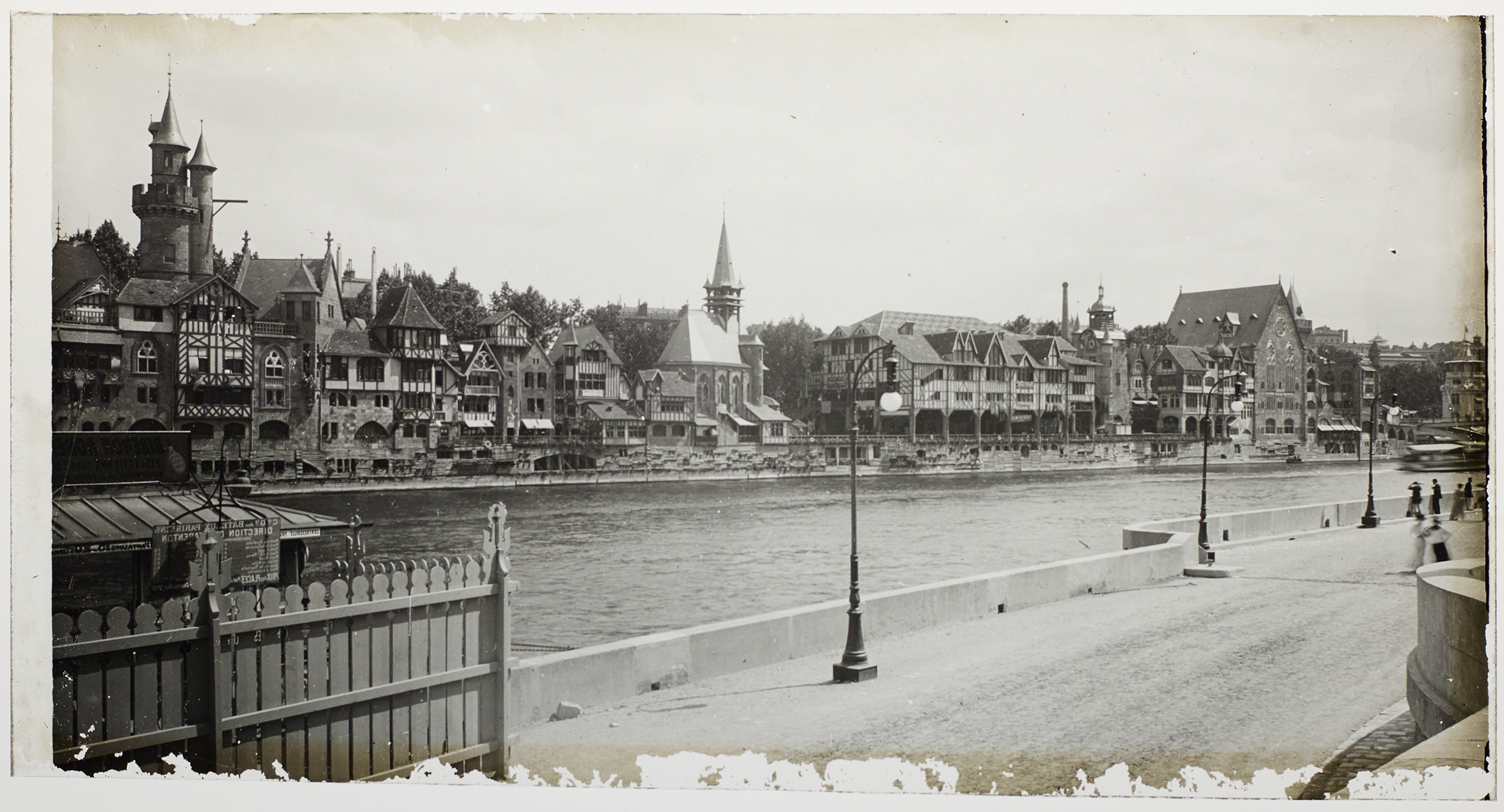
Pavillons du Vieux Paris (photographie de Paul ou Charles Géniaux).
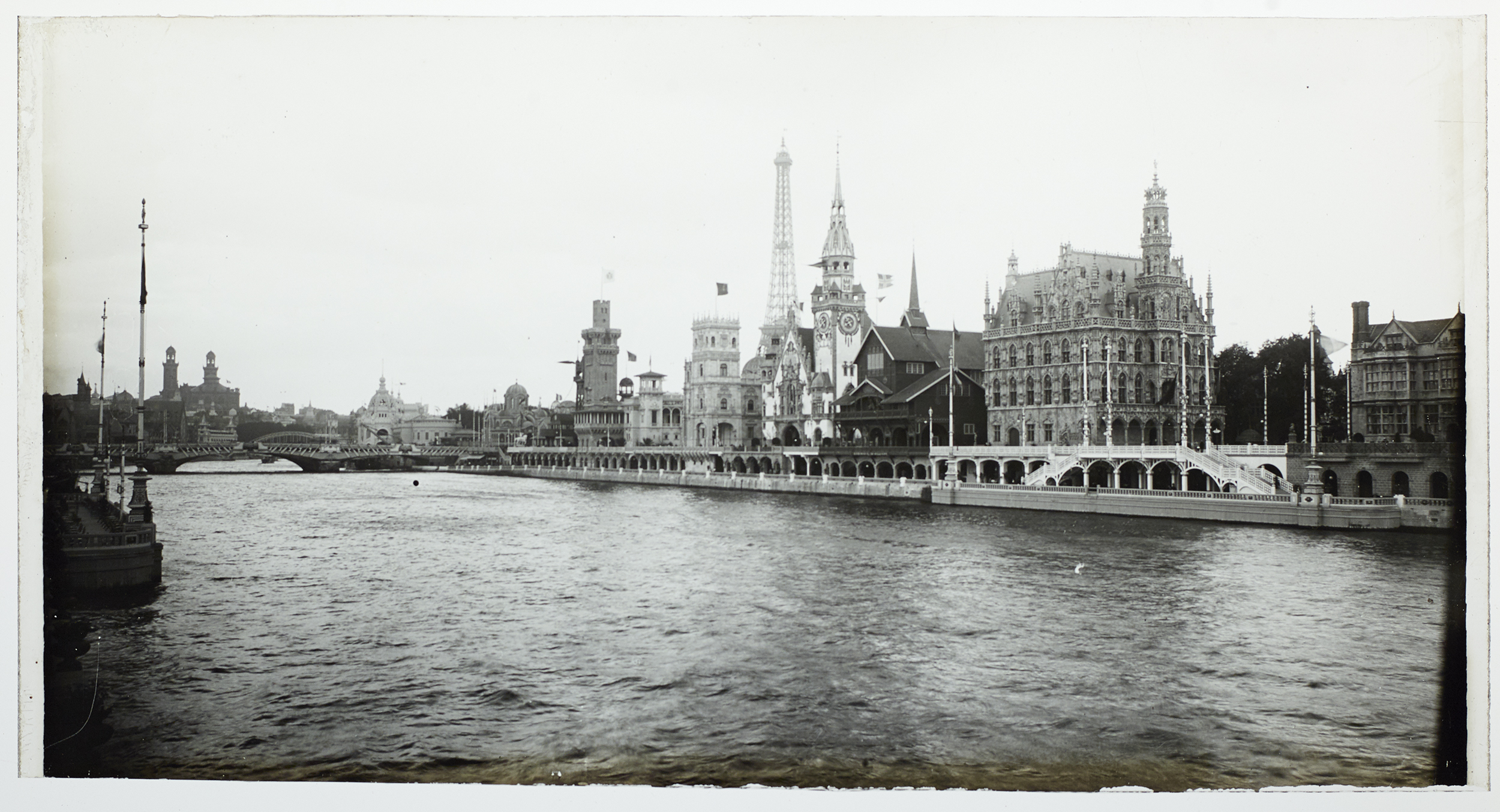
Pavillons (de droite à gauche) de la Grande-Bretagne, de la Belgique, Norvège, de l'Allemagne, de l'Espagne et de Monaco (photographie de Paul ou Charles Géniaux).
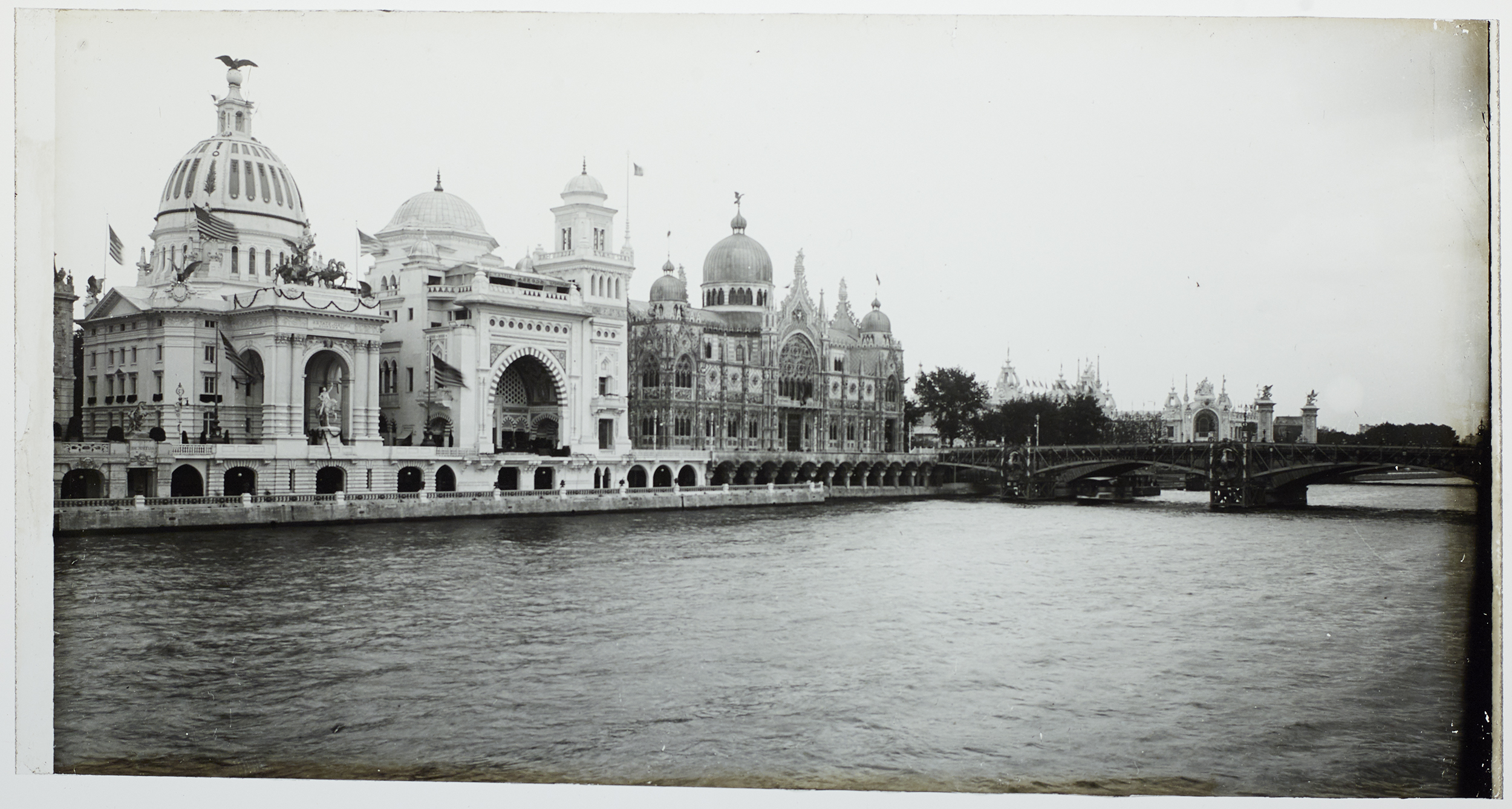
Pavillons (de gauche à droite) des États-Unis, de la Turquie et de l'Italie (photographie de Paul ou Charles Géniaux).

### Œuvres littéraires
- Maxime Chattam, Léviatemps.
- Hervé Jubert, Le palais des mirages.
- Paul Morand, 1900, Les Éditions de France, 1931 ; Flammarion, 1942.
- Jérôme Prieur, Babylone 1900, Éditions La Pionnière, 2010.
- Jérôme Hallier, Les portraits sonores du Dr Léon Azoulay, Flammarion, 2018.